# 公所 (中華民國)
公所為中華民國行政區劃中鄉、鎮、縣轄市、區及直轄市山地原住民區的行政機關名稱。目前鄉、鎮、市公所及直轄市山地原住民區公所為地方自治團體之行政機關，可施行地方自治。區公所原本均為直轄市政府與市政府（原「省轄市政府」，與縣政府同級）官派的派出機關，僅能執行上級機關所交付的政務。但在2014年《地方制度法》修正後，原由山地鄉改制的直轄市山地原住民區恢復地方自治團體的法人地位，共有6個，並且準用鄉鎮市相關規定，而其他的區還是為官派的地方派出機關。

## 統計
- 鄉公所：為縣轄下之鄉的行政機關，山地鄉24個、（一般）鄉122個，合計共146個。
- 鎮公所：為縣轄下之鎮的行政機關，共38個。
- 市公所：為縣轄下之市的行政機關，共14個。

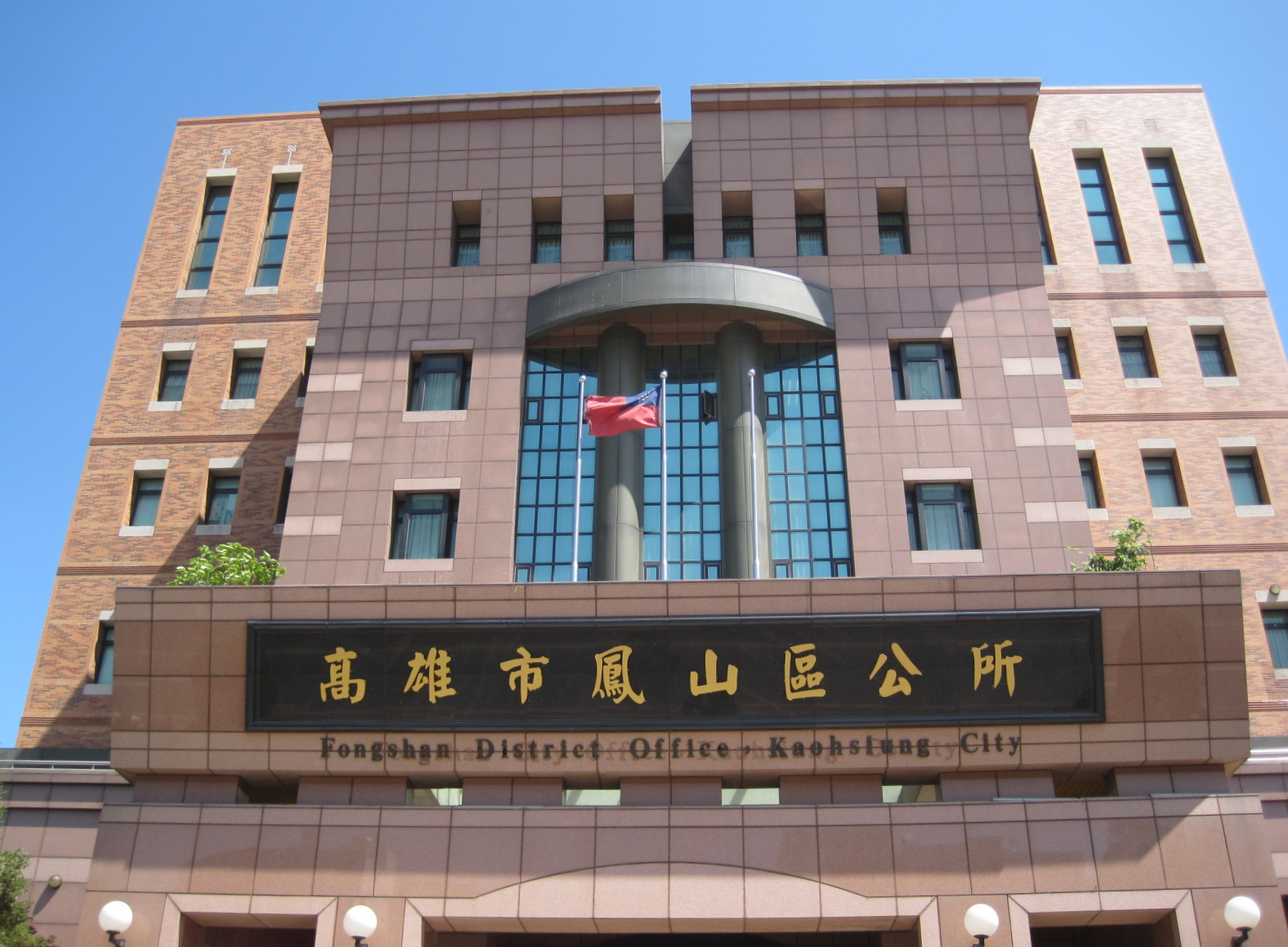
區公所：為直轄市與市下負責一般市轄區行政的市政府「派出機關」164個，以及直轄市下的市轄區屬山地原住民區的「行政機關」6個，共170個。

## 圖集

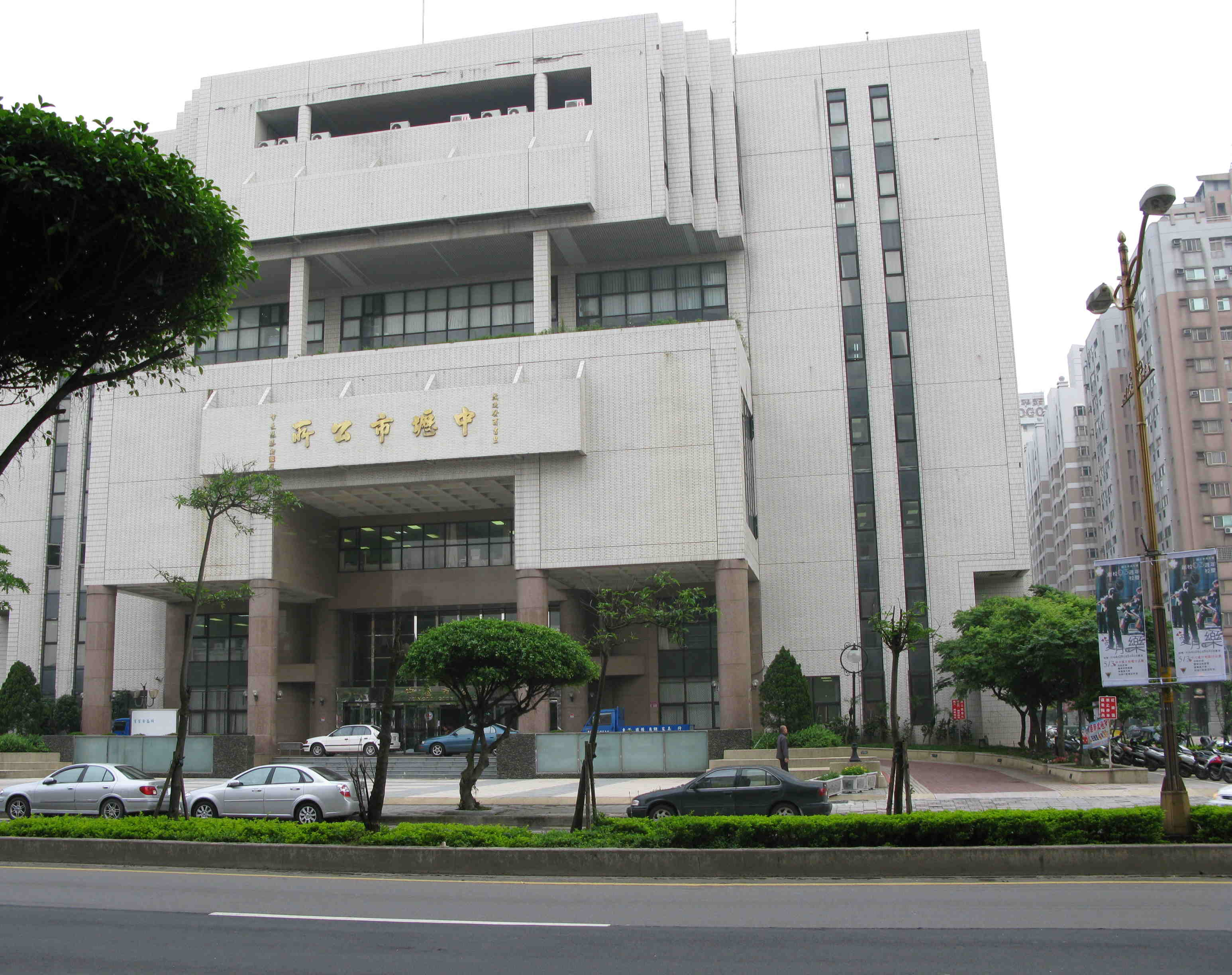
桃園市中壢區公所
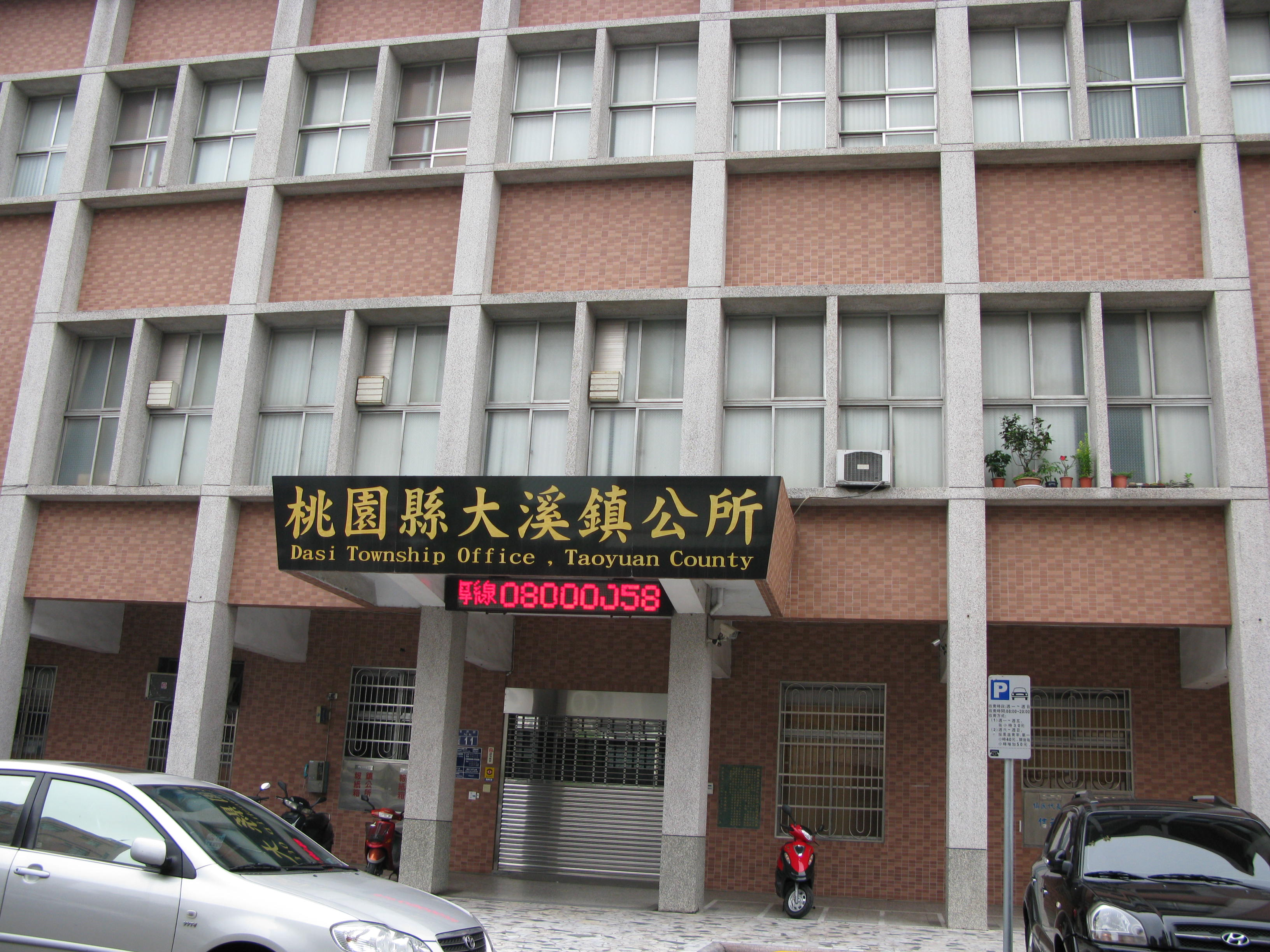
桃園市大溪區公所
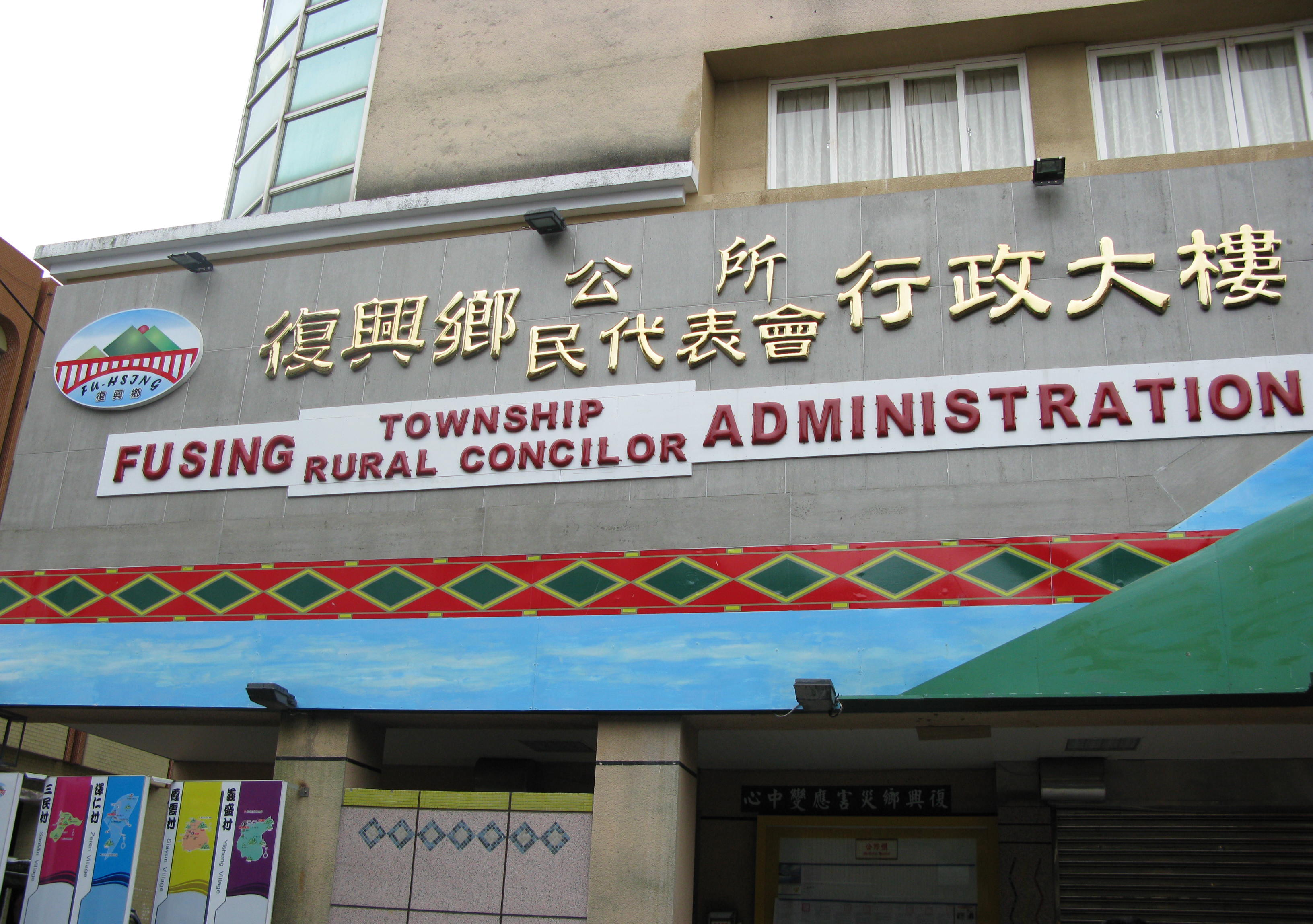
桃園市復興區公所

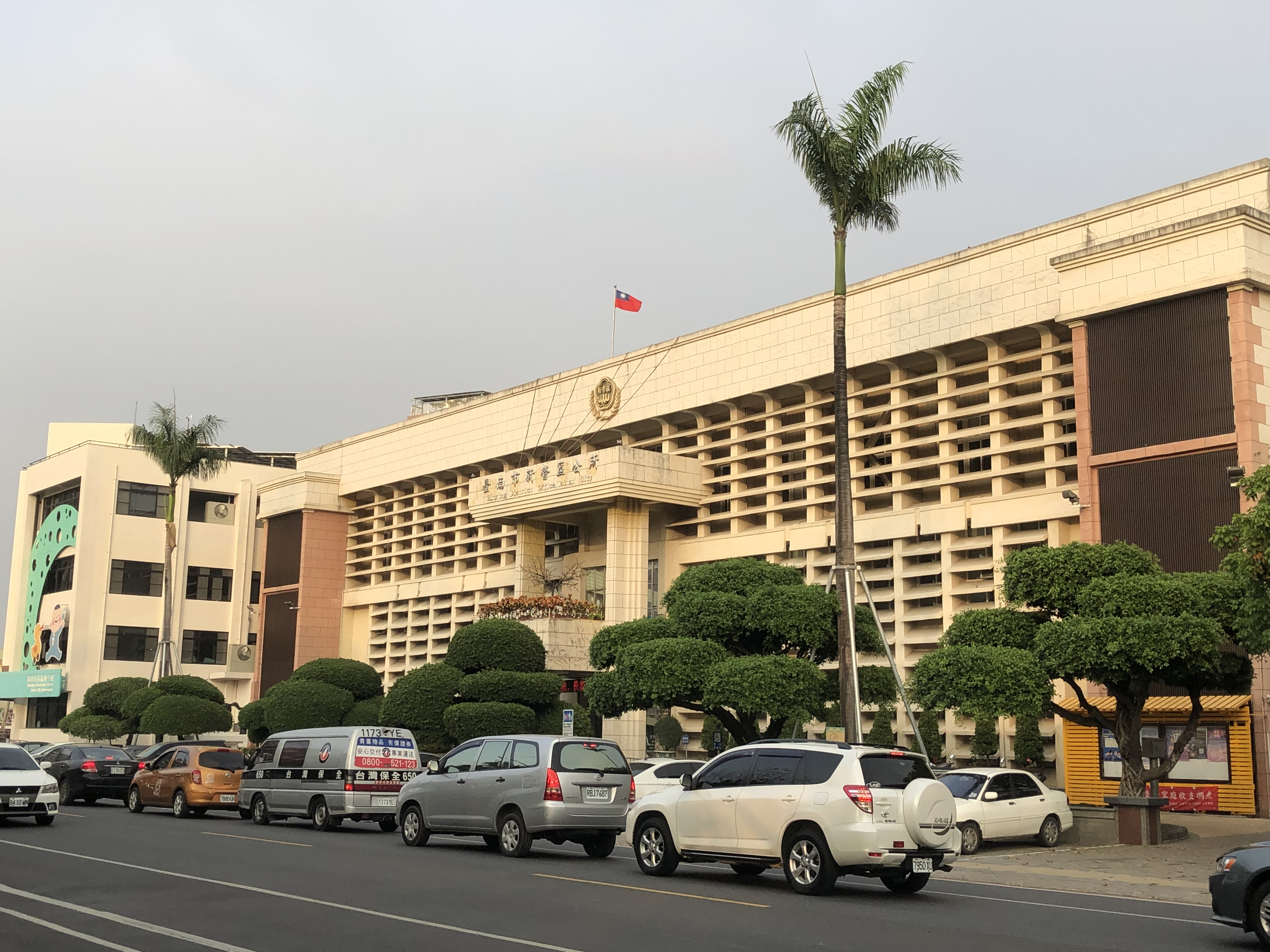
臺南市新營區公所

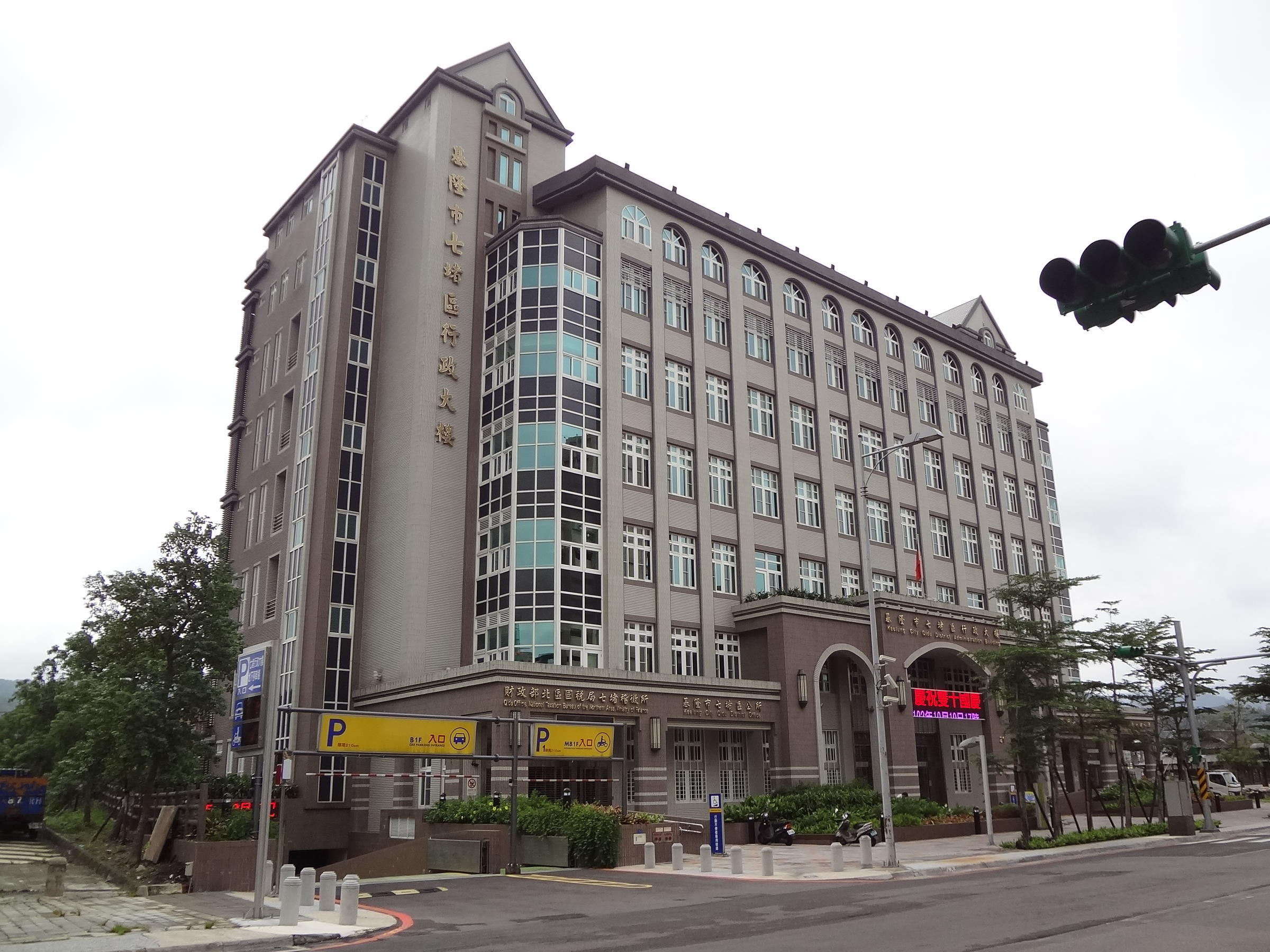
基隆市七堵區行政大樓

彰化縣彰化市公所
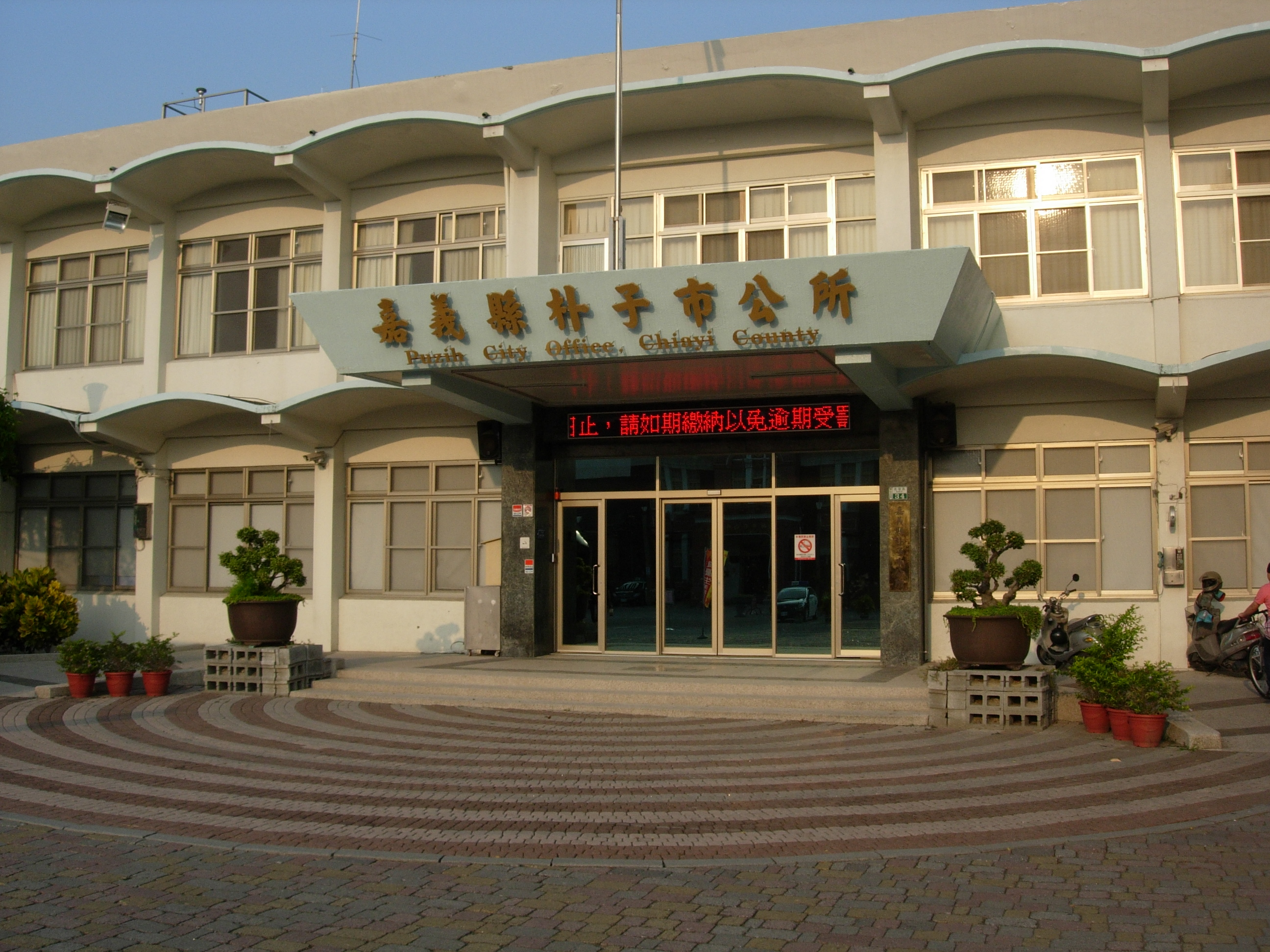
嘉義縣朴子市公所
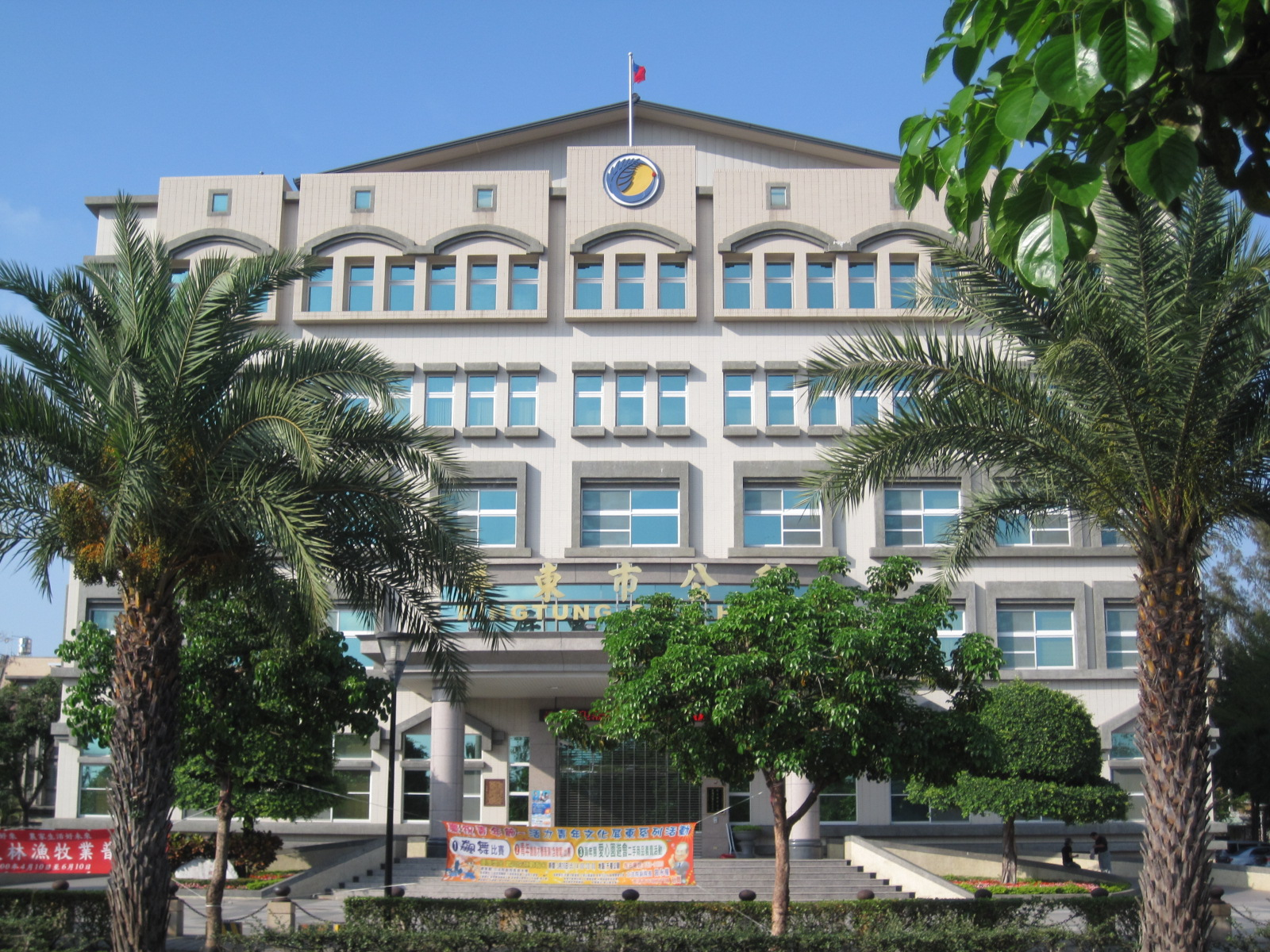
屏東縣屏東市公所

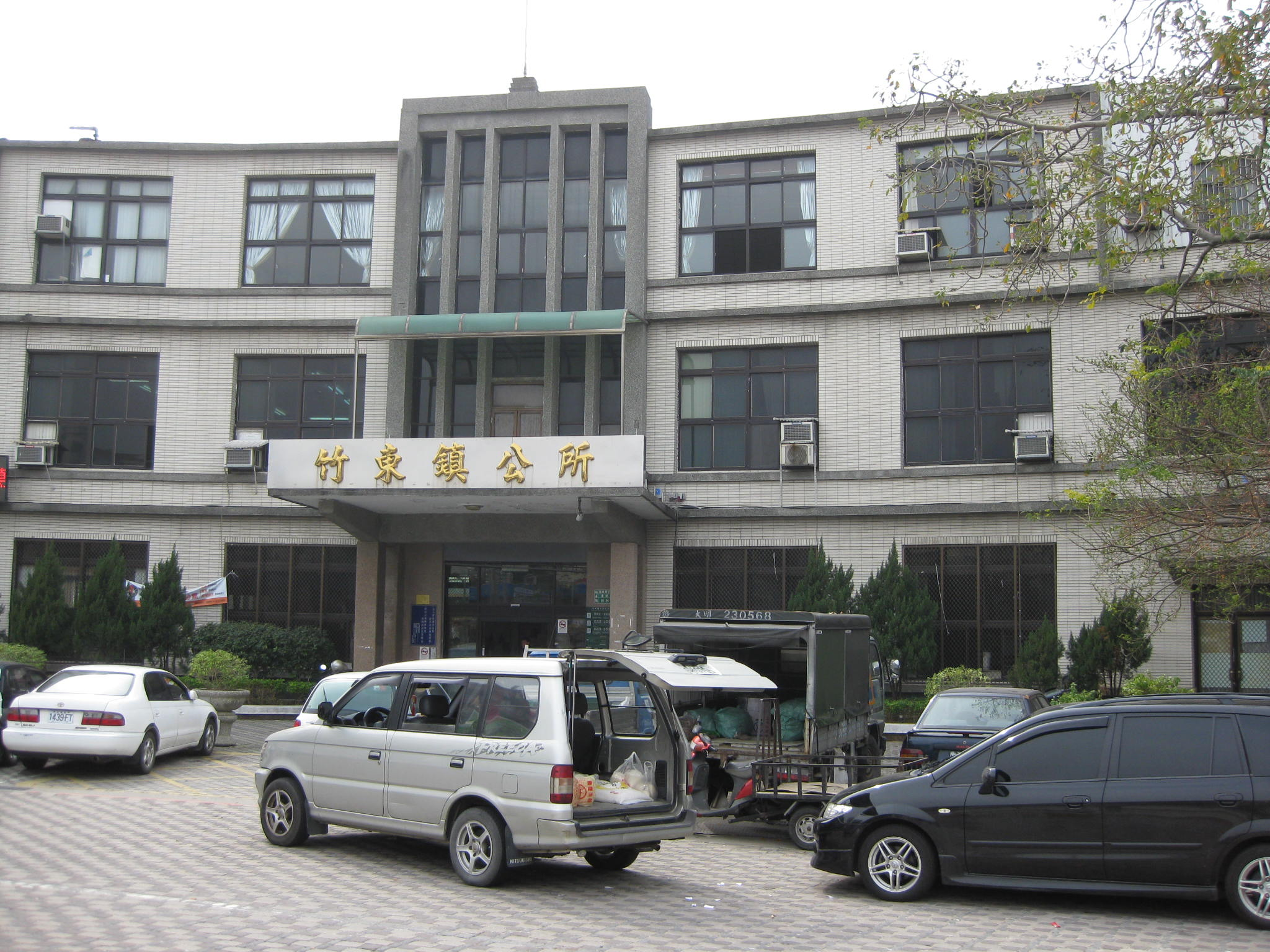
新竹縣竹東鎮公所
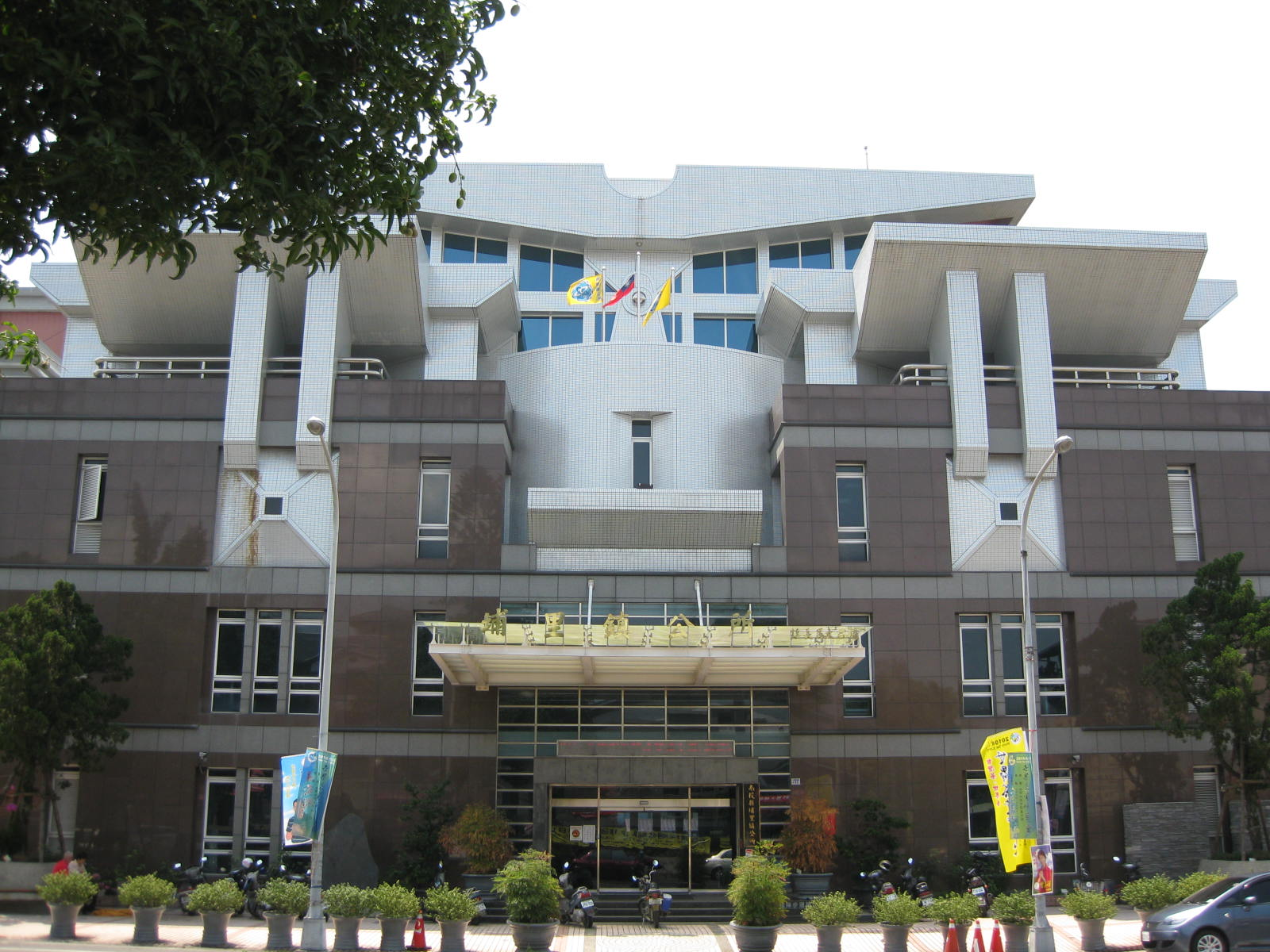
南投縣埔里鎮公所
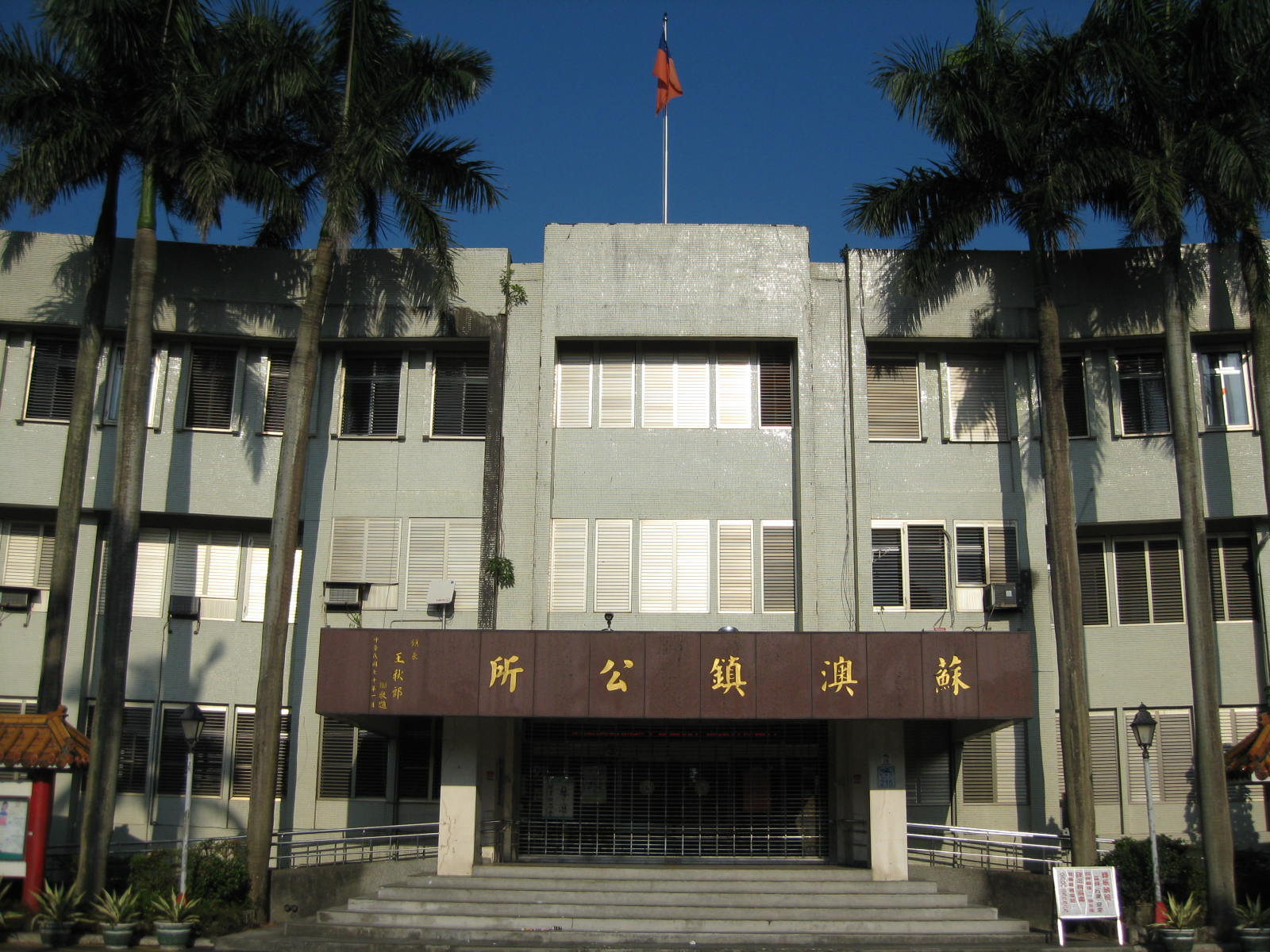
宜蘭縣蘇澳鎮公所
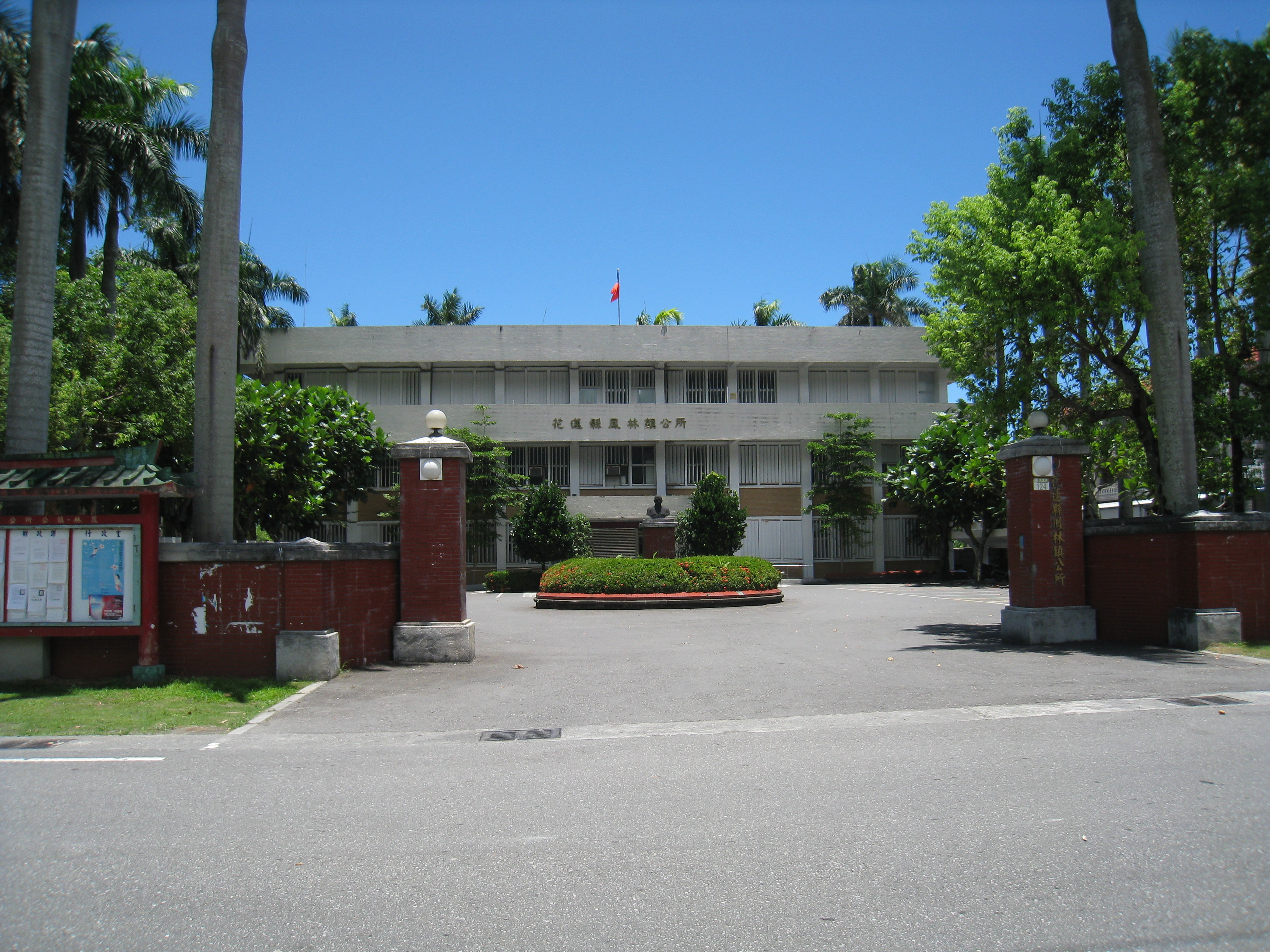
花蓮縣鳳林鎮公所

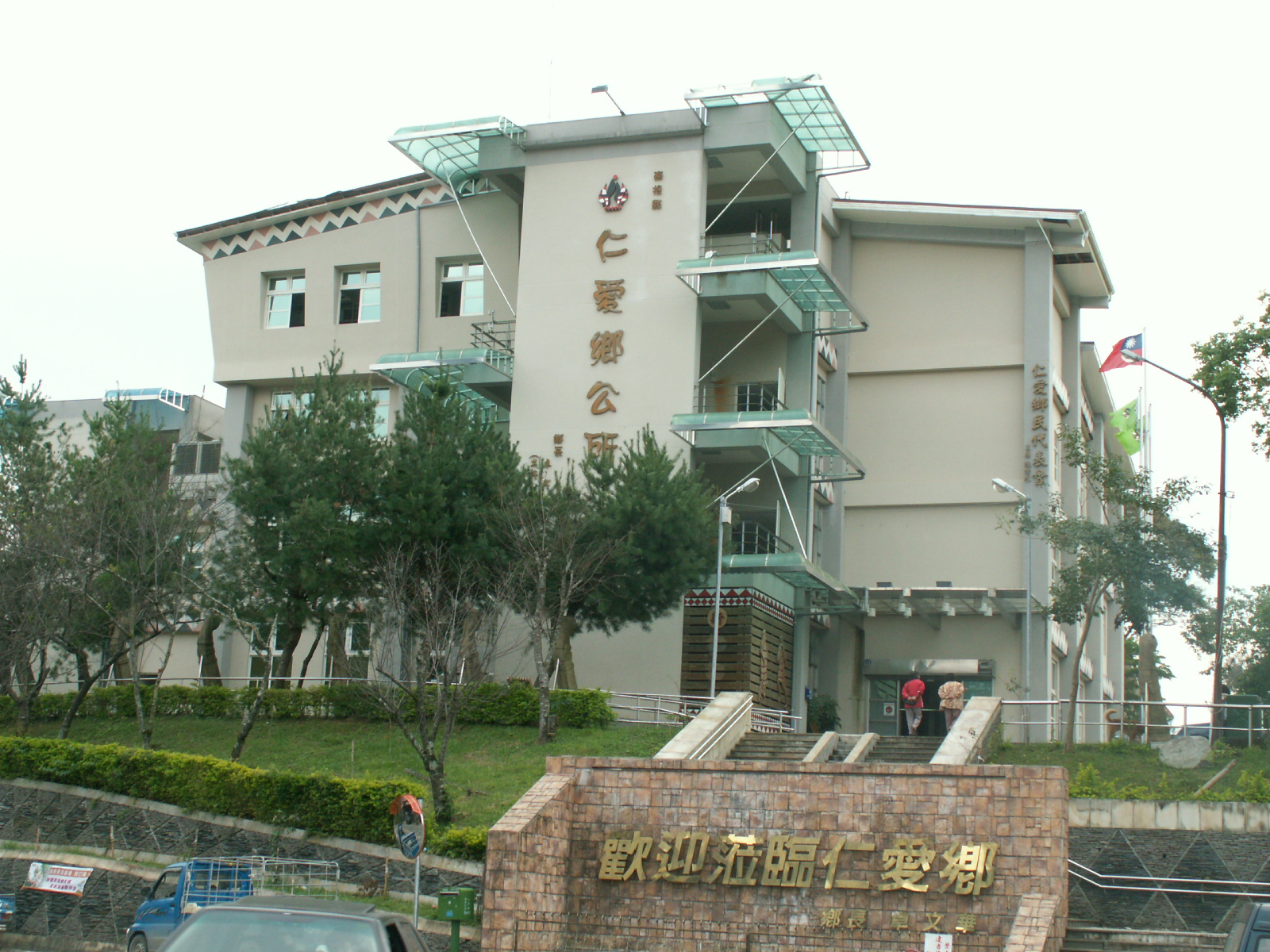
南投縣仁愛郷公所

區公所
臺北市

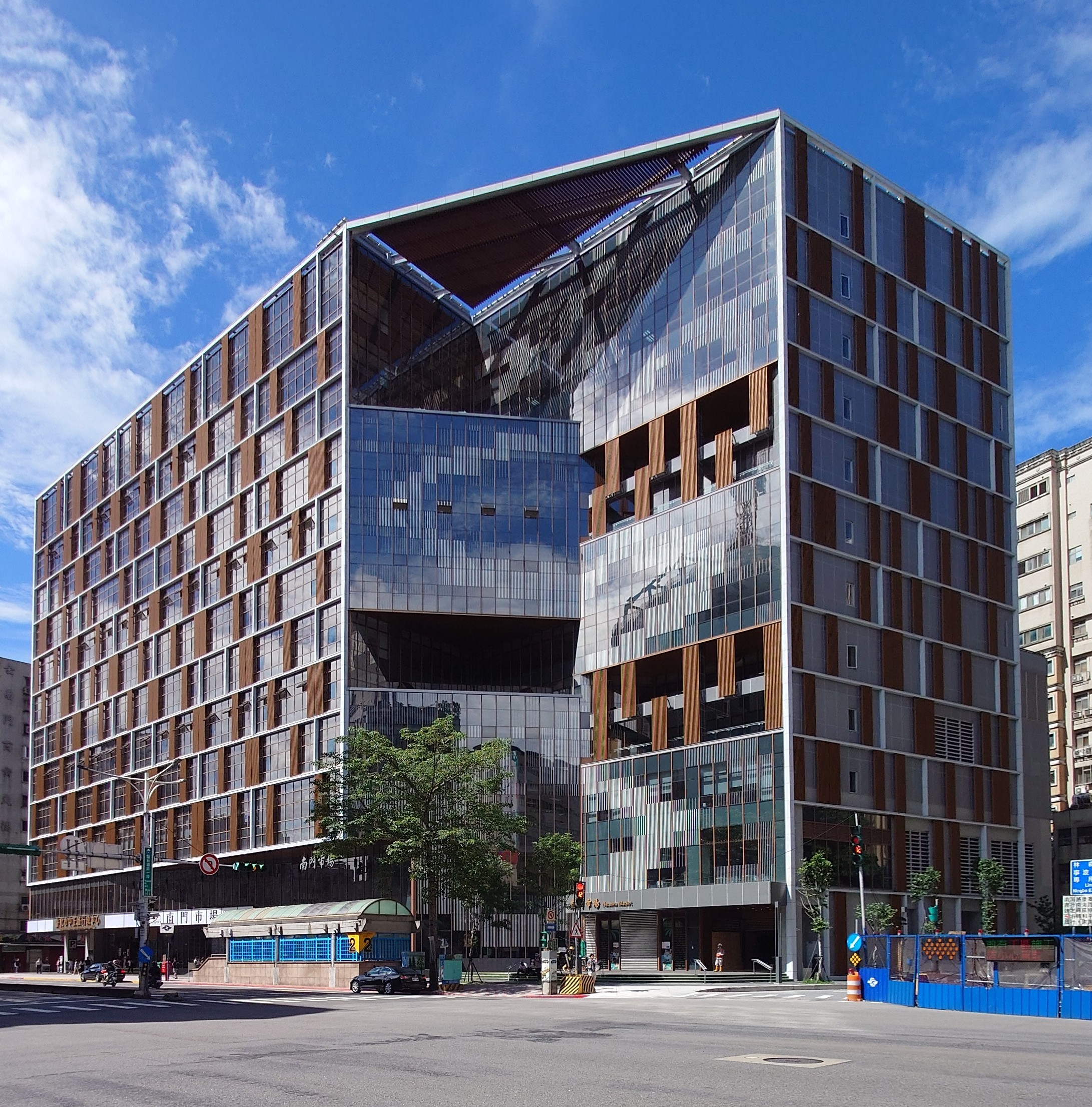
臺北市中正區行政中心，辦公區下方為南門市場
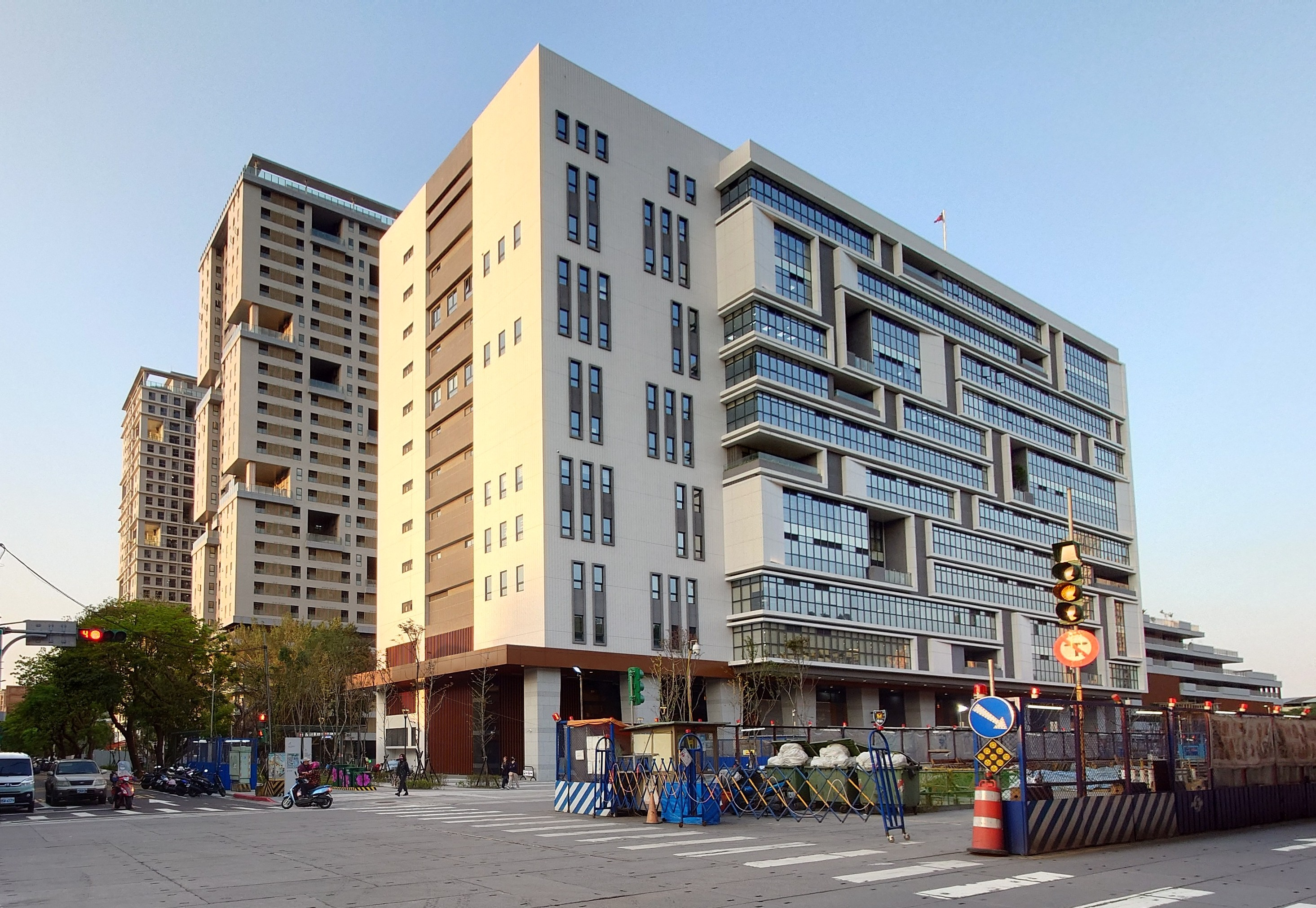
臺北市信義區行政中心
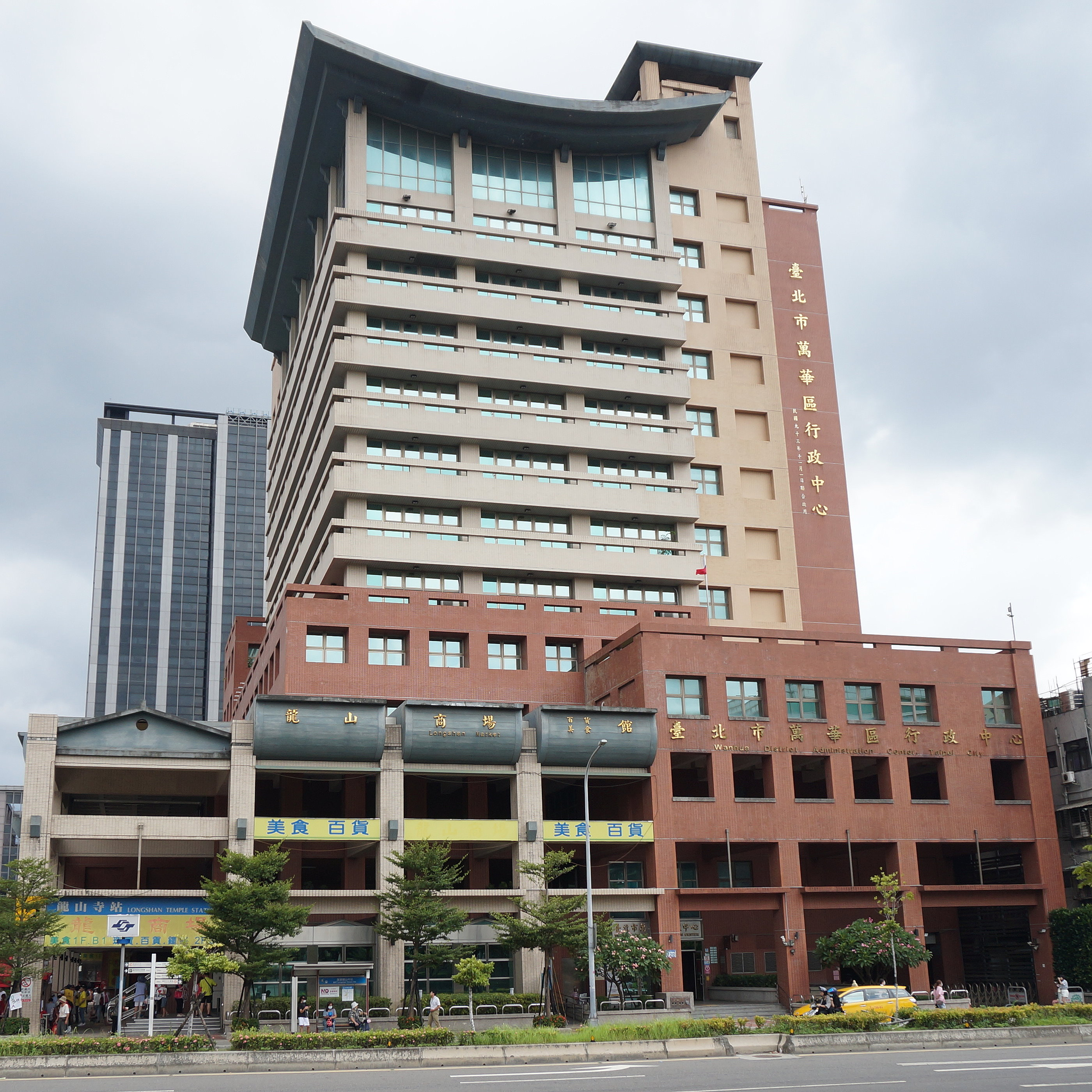
臺北市萬華區行政中心
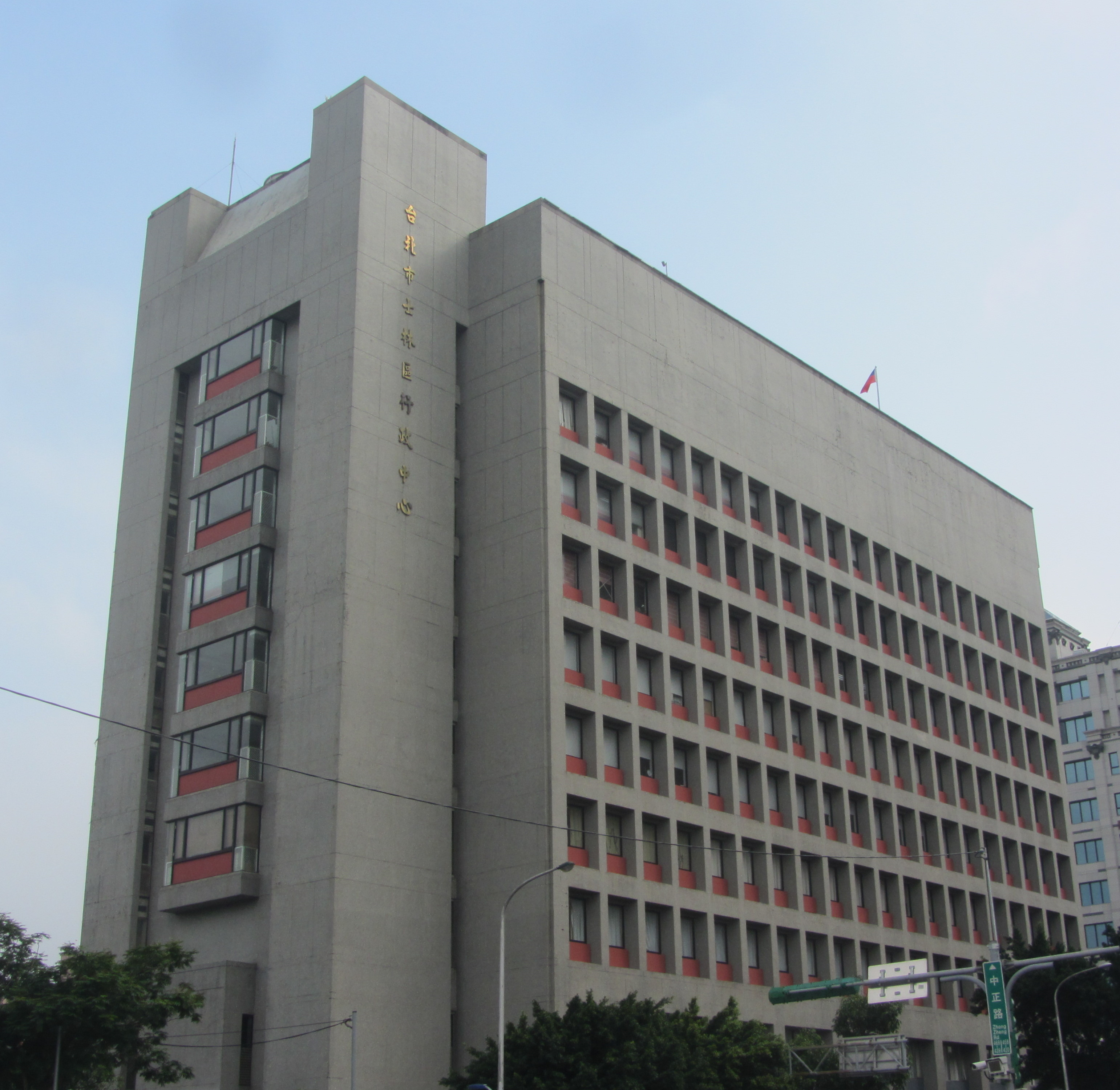
臺北市士林區行政中心
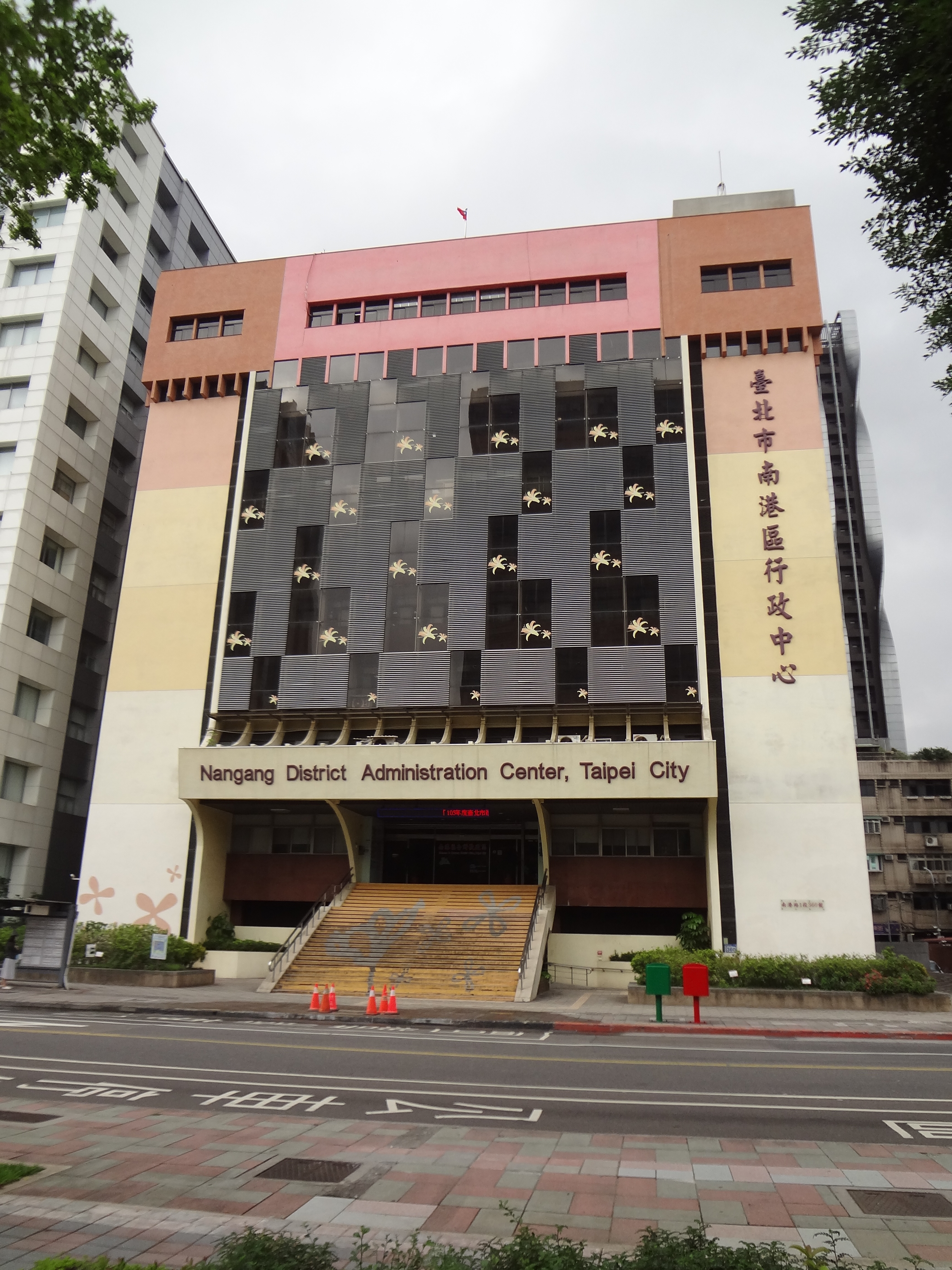
臺北市南港區行政中心

新北市

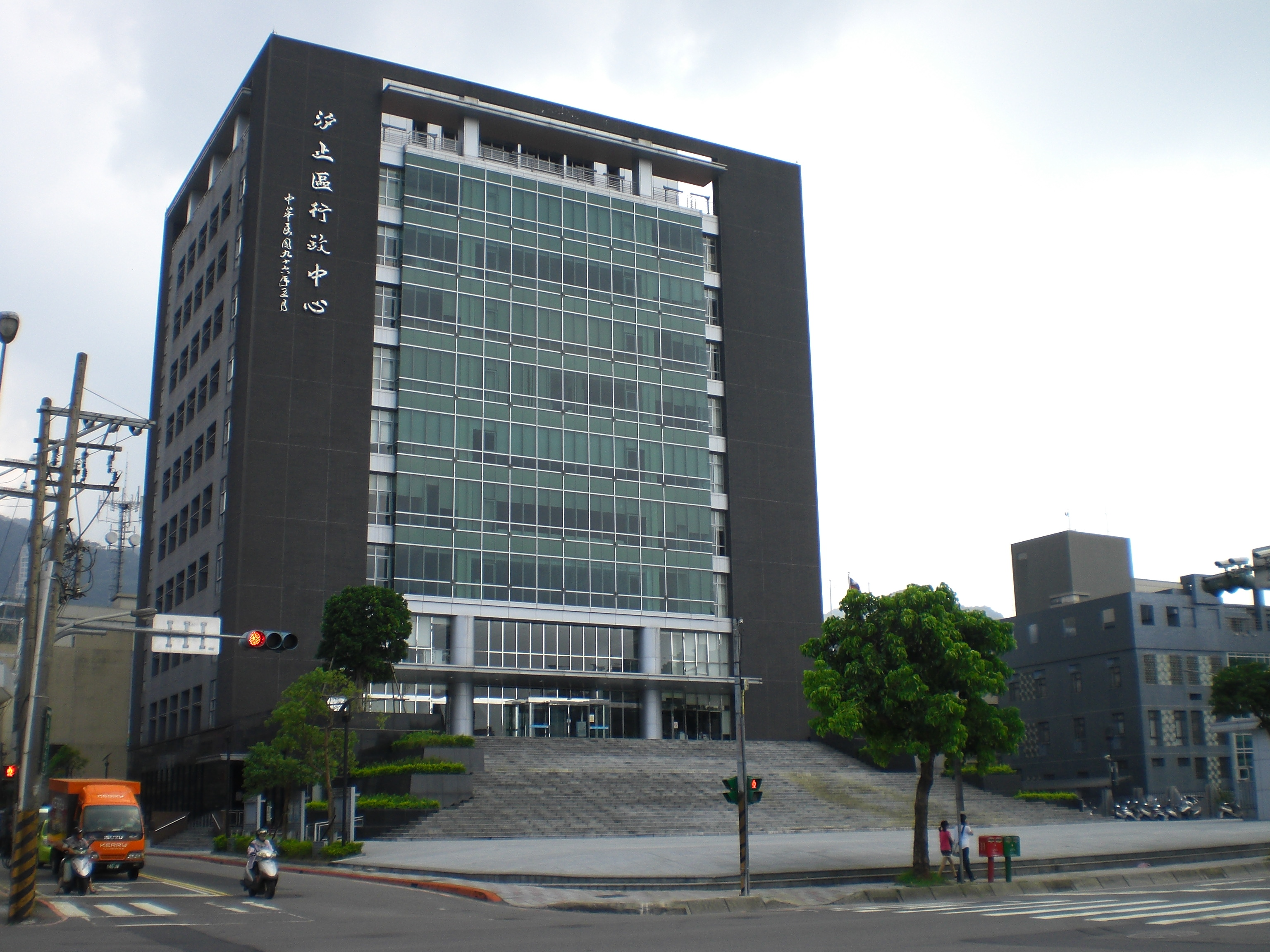
新北市汐止區行政中心
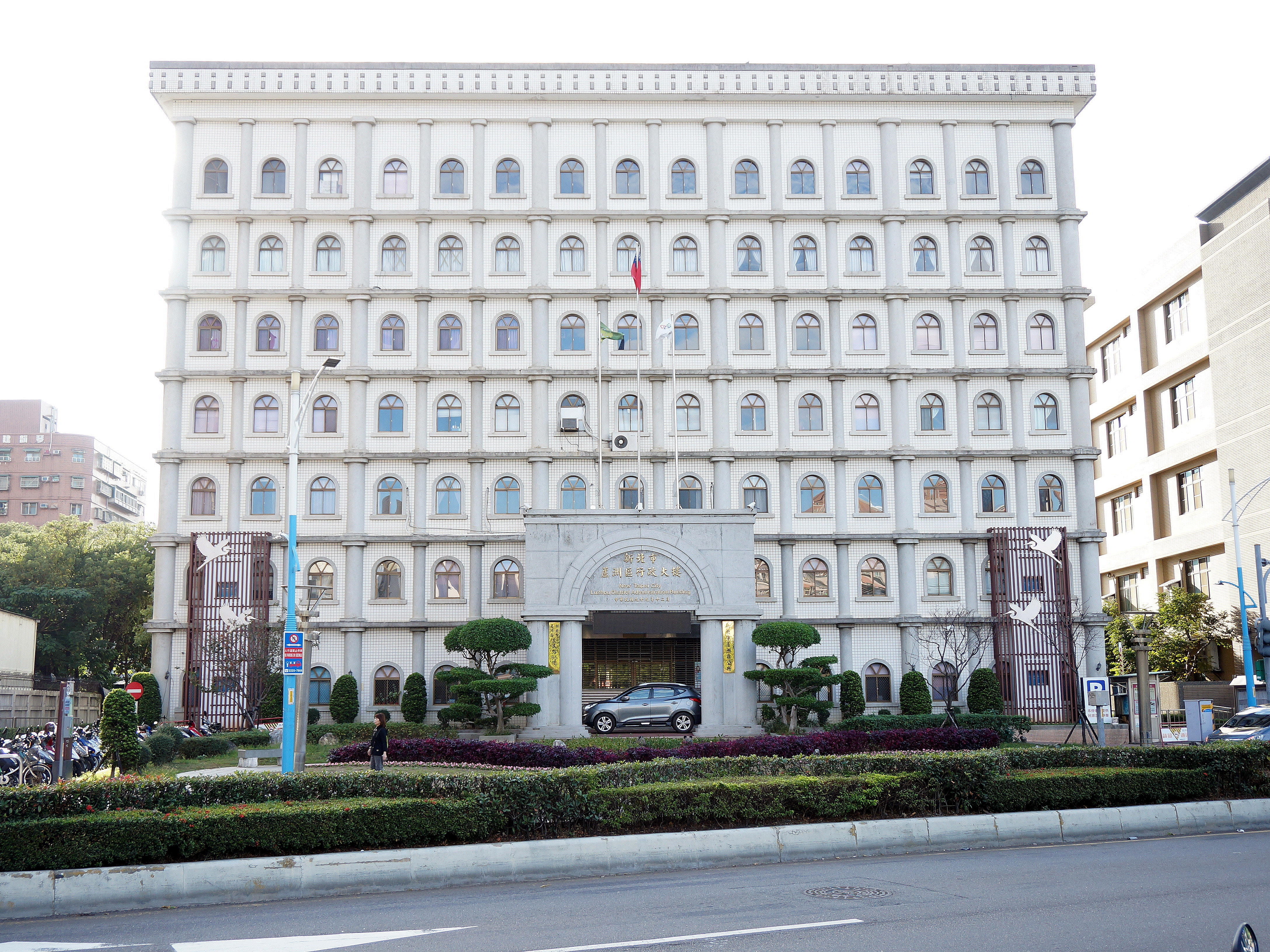
新北市蘆洲區行政大樓
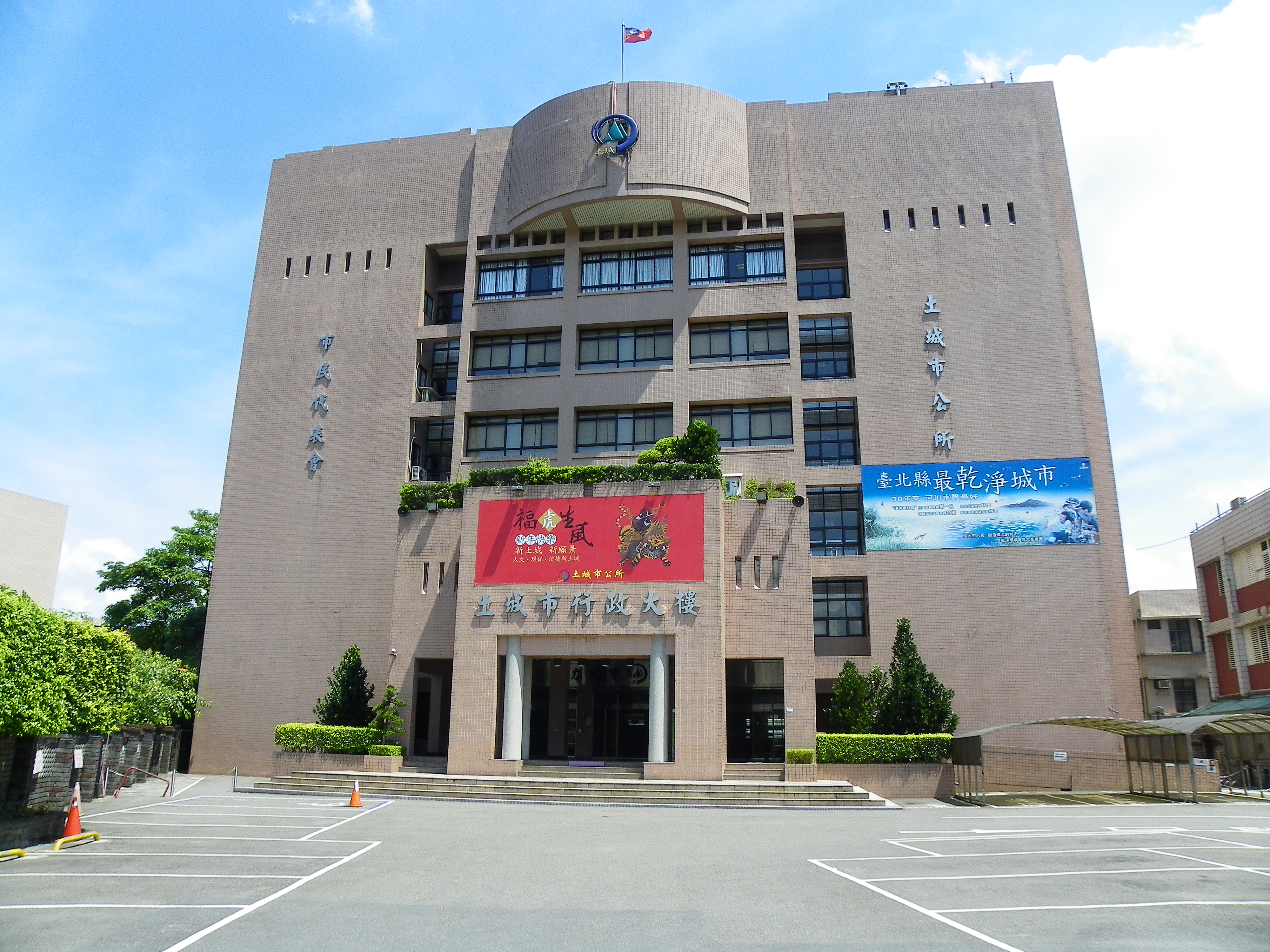
新北市土城區行政大樓
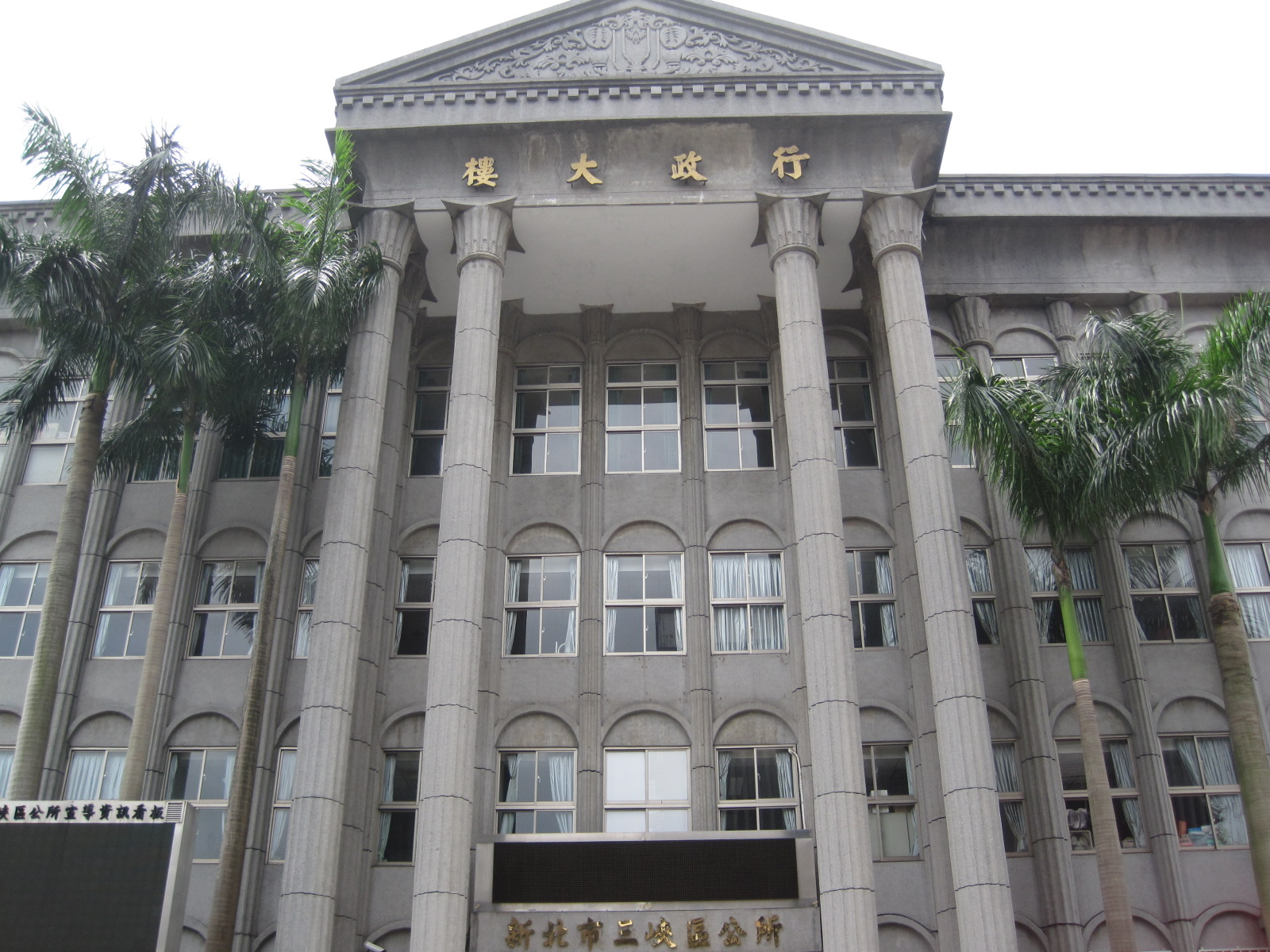
新北市三峽區行政大樓
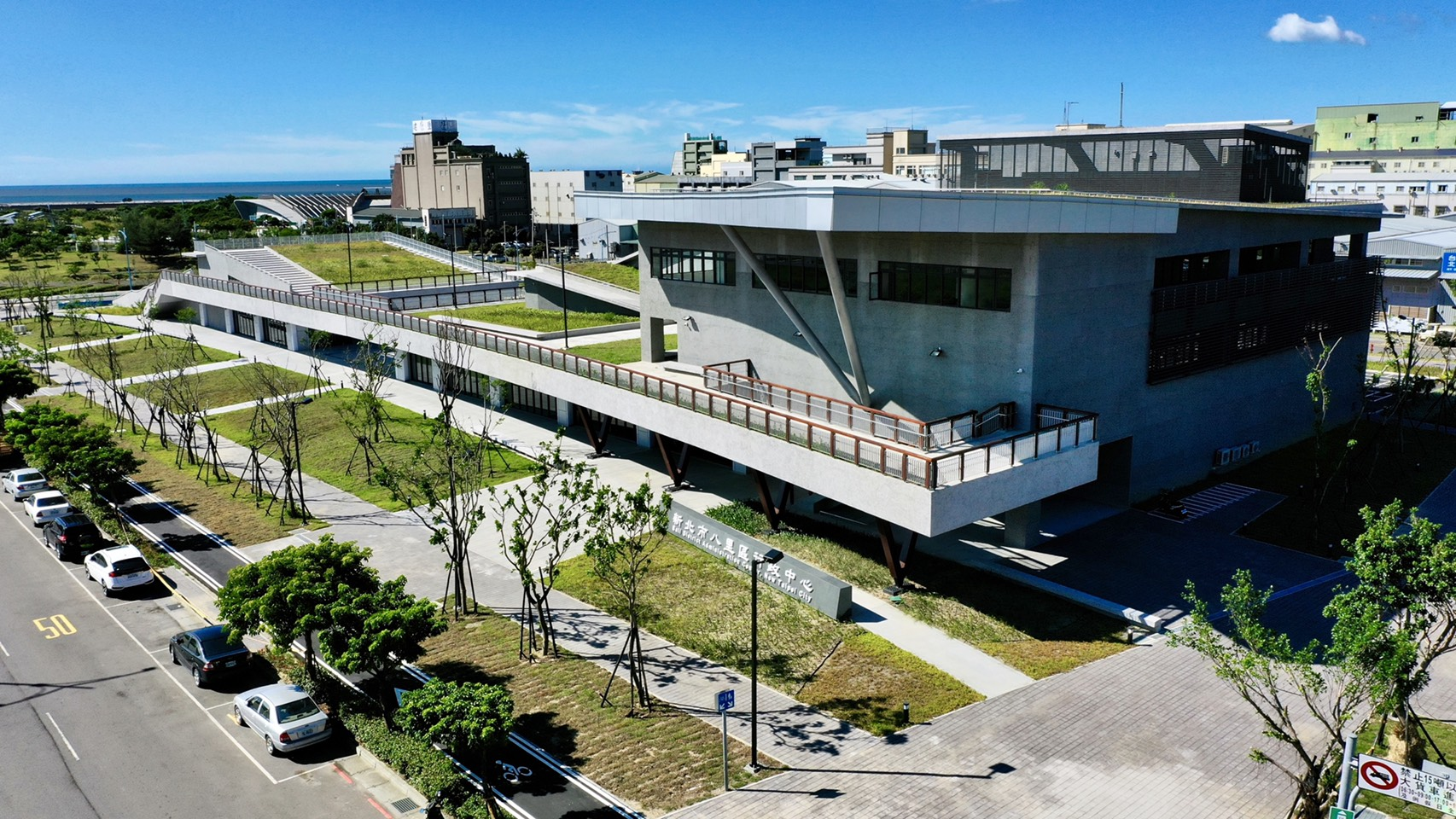
新北市八里區行政中心

桃園市
- 桃園市中壢區公所
- 桃園市大溪區公所
- 桃園市復興區公所

臺中市

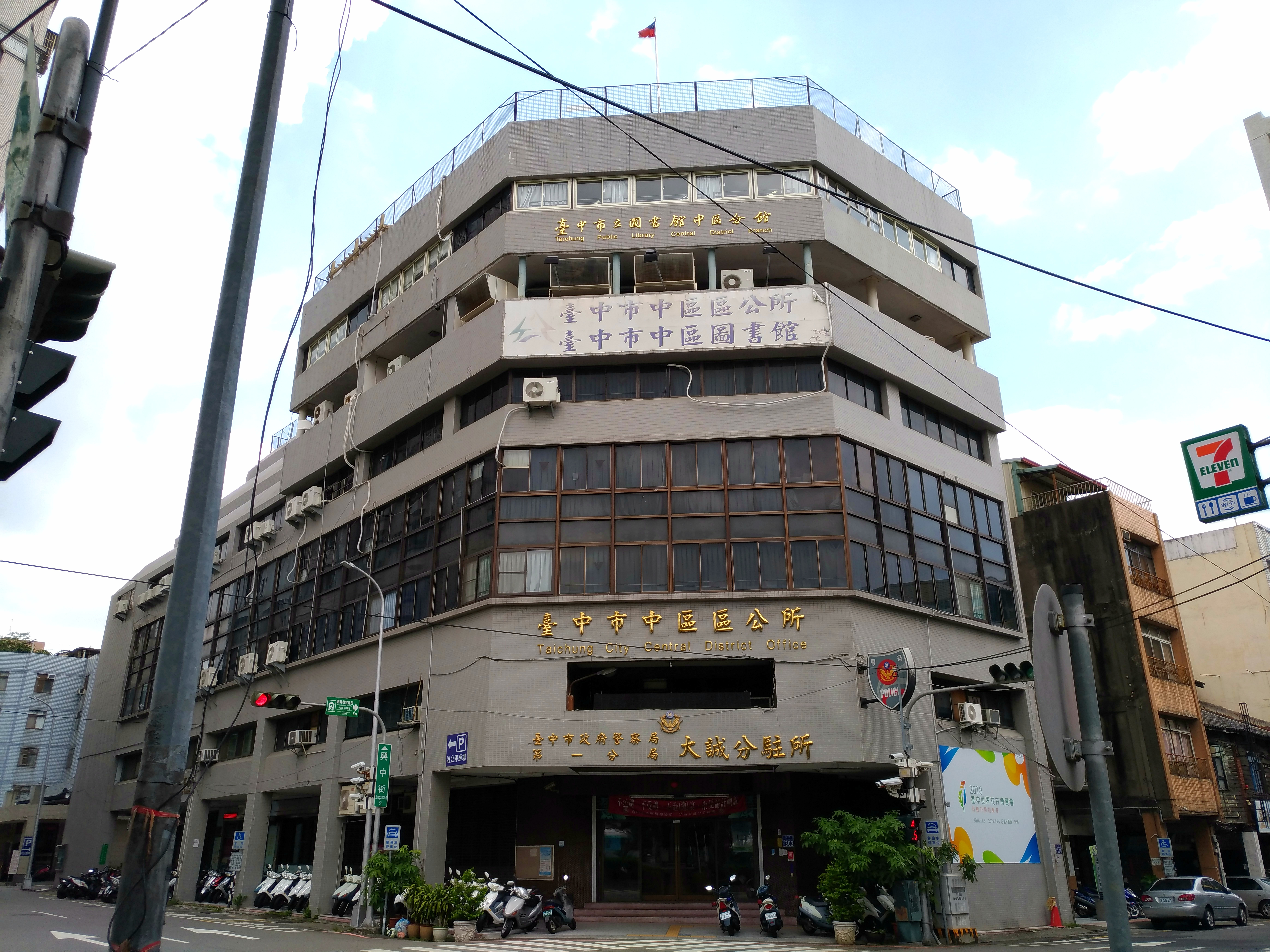
臺中市中區區公所
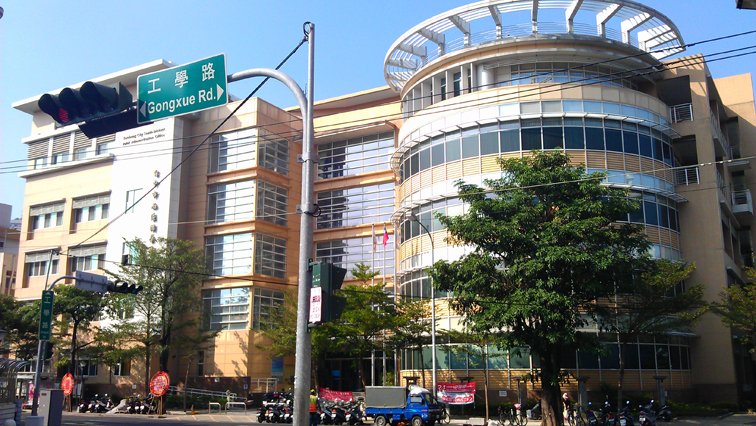
臺中市南區區公所
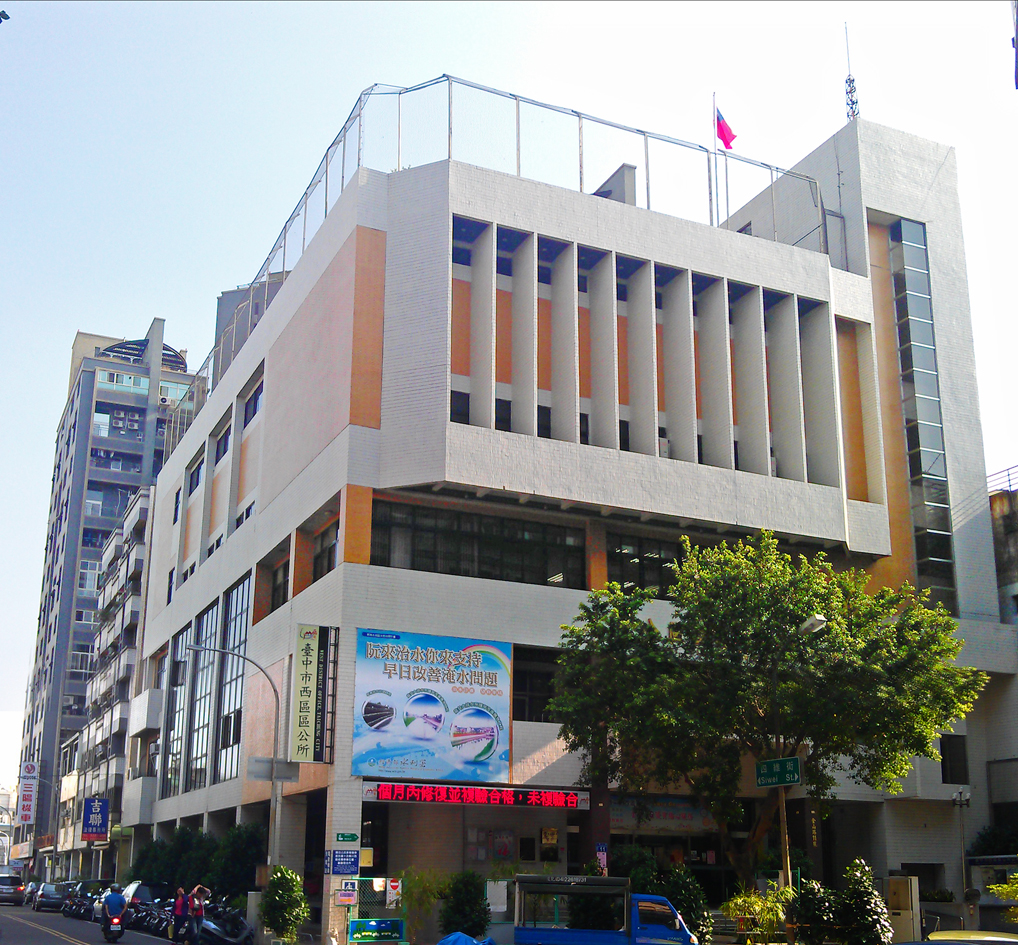
臺中市西區區公所
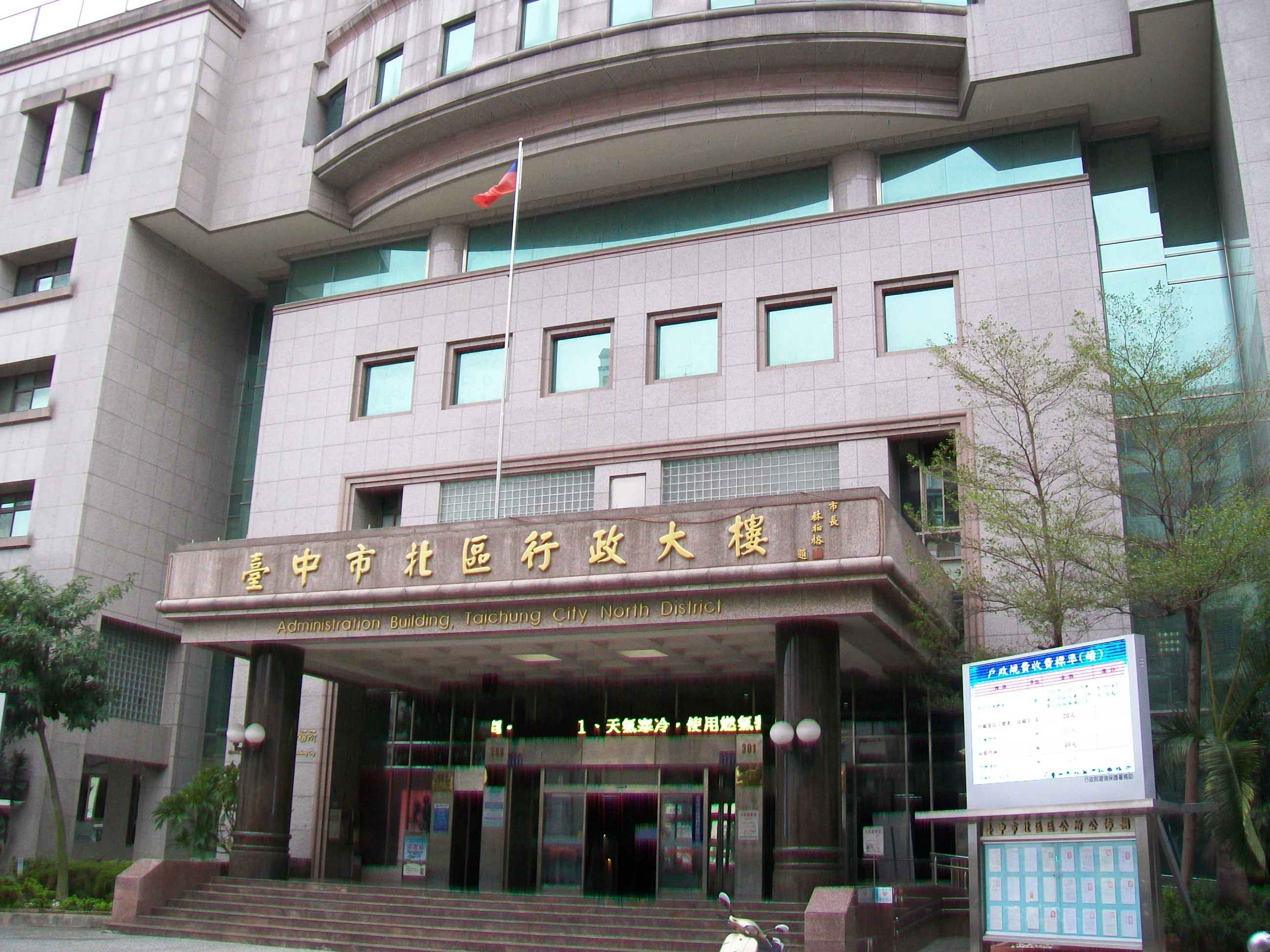
臺中市北區區公所
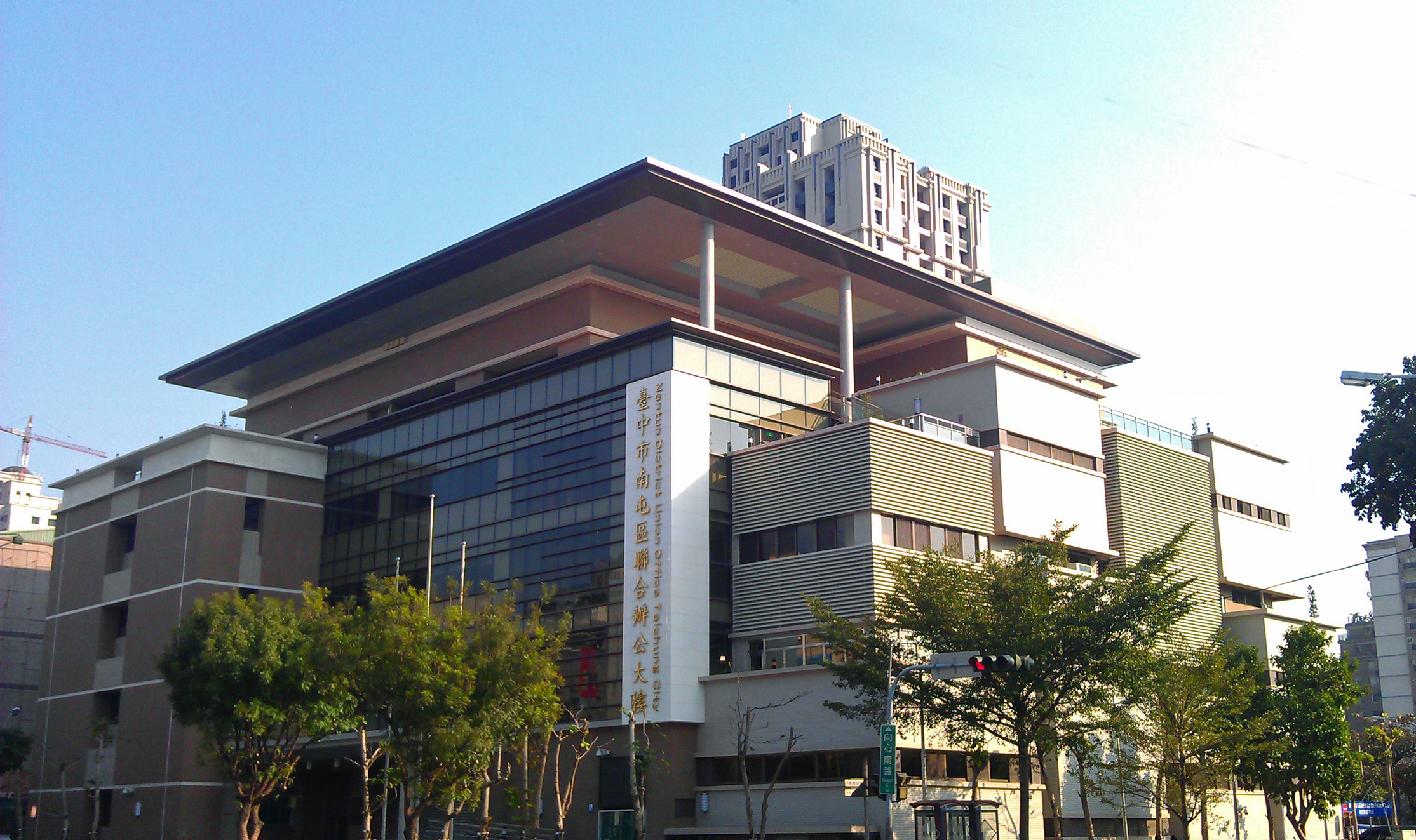
臺中市南屯區公所
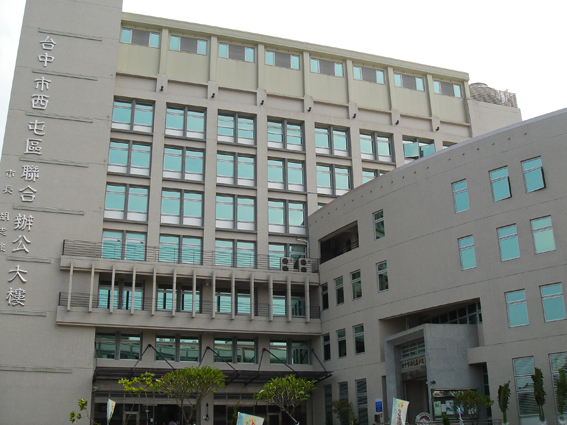
臺中市西屯區公所
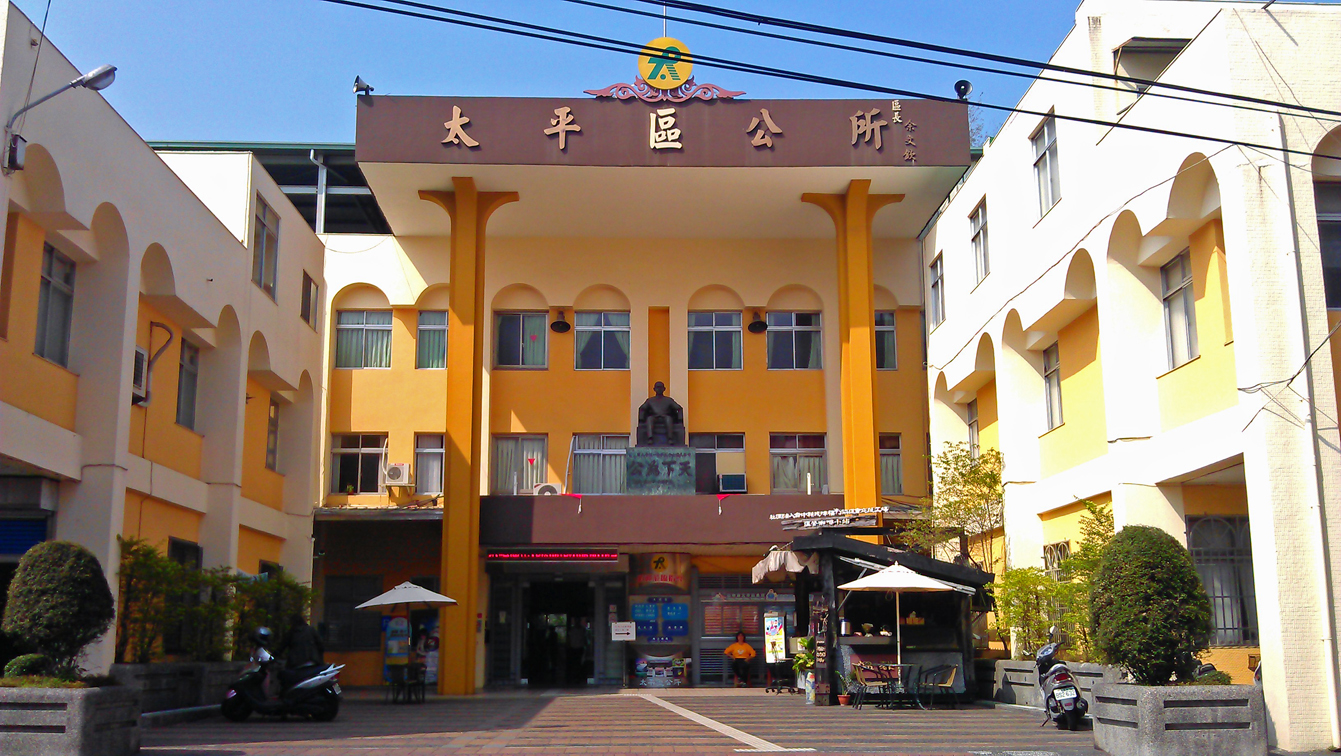
臺中市太平區公所
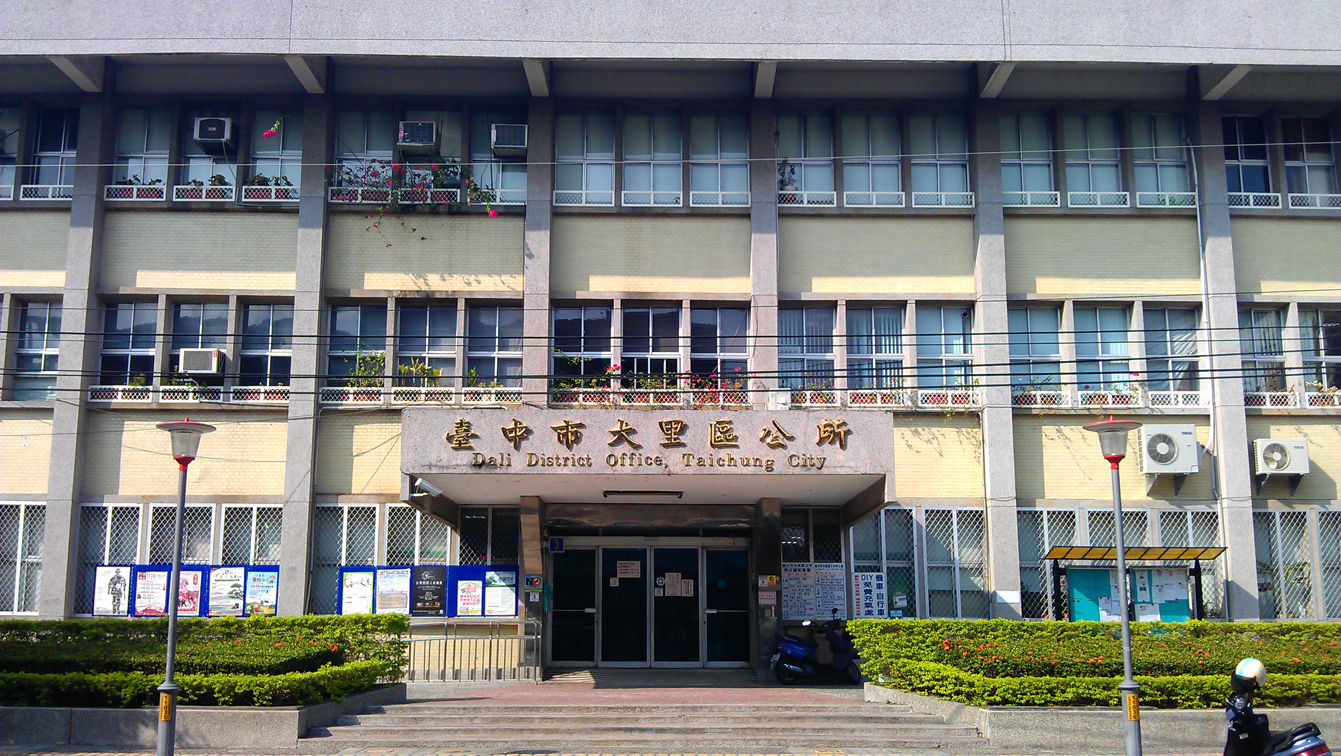
臺中市大里區公所
臺中市霧峰區公所
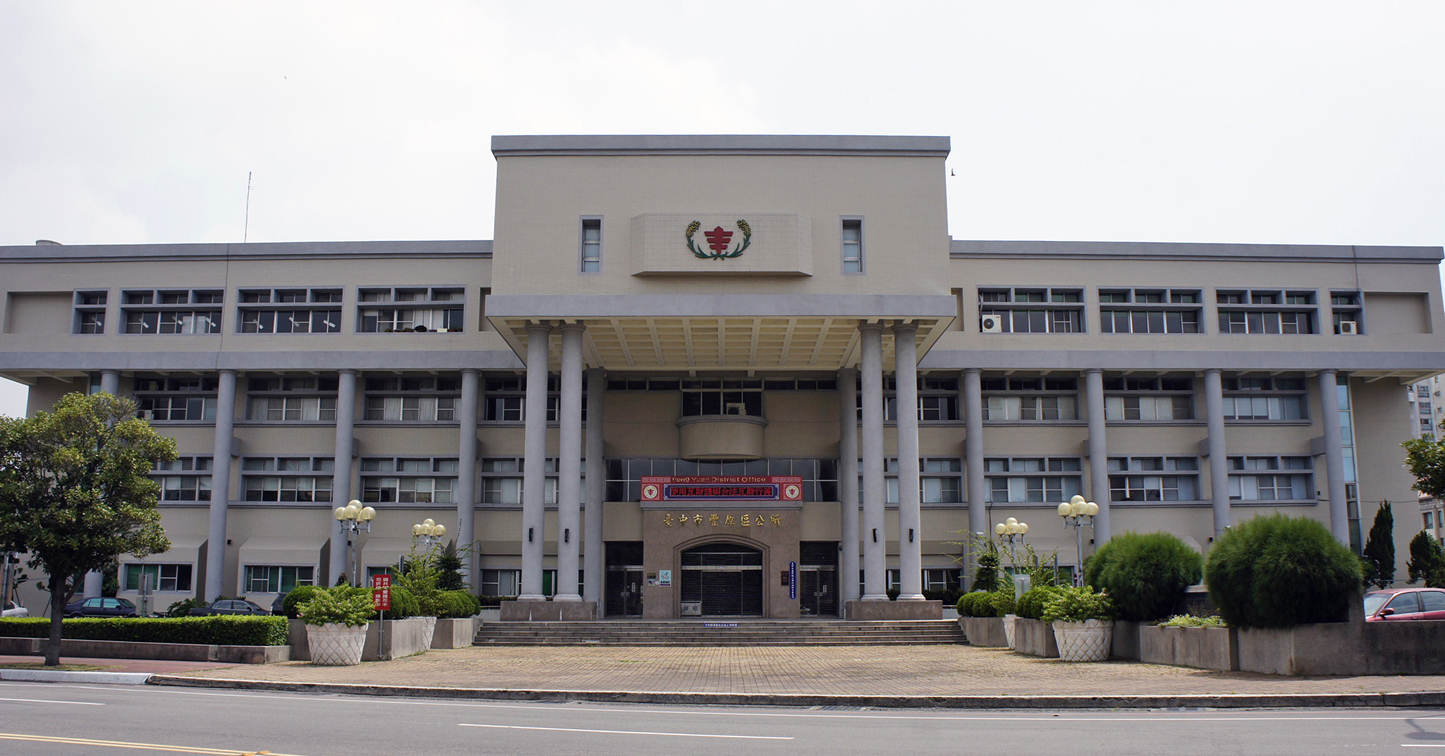
臺中市豐原區公所
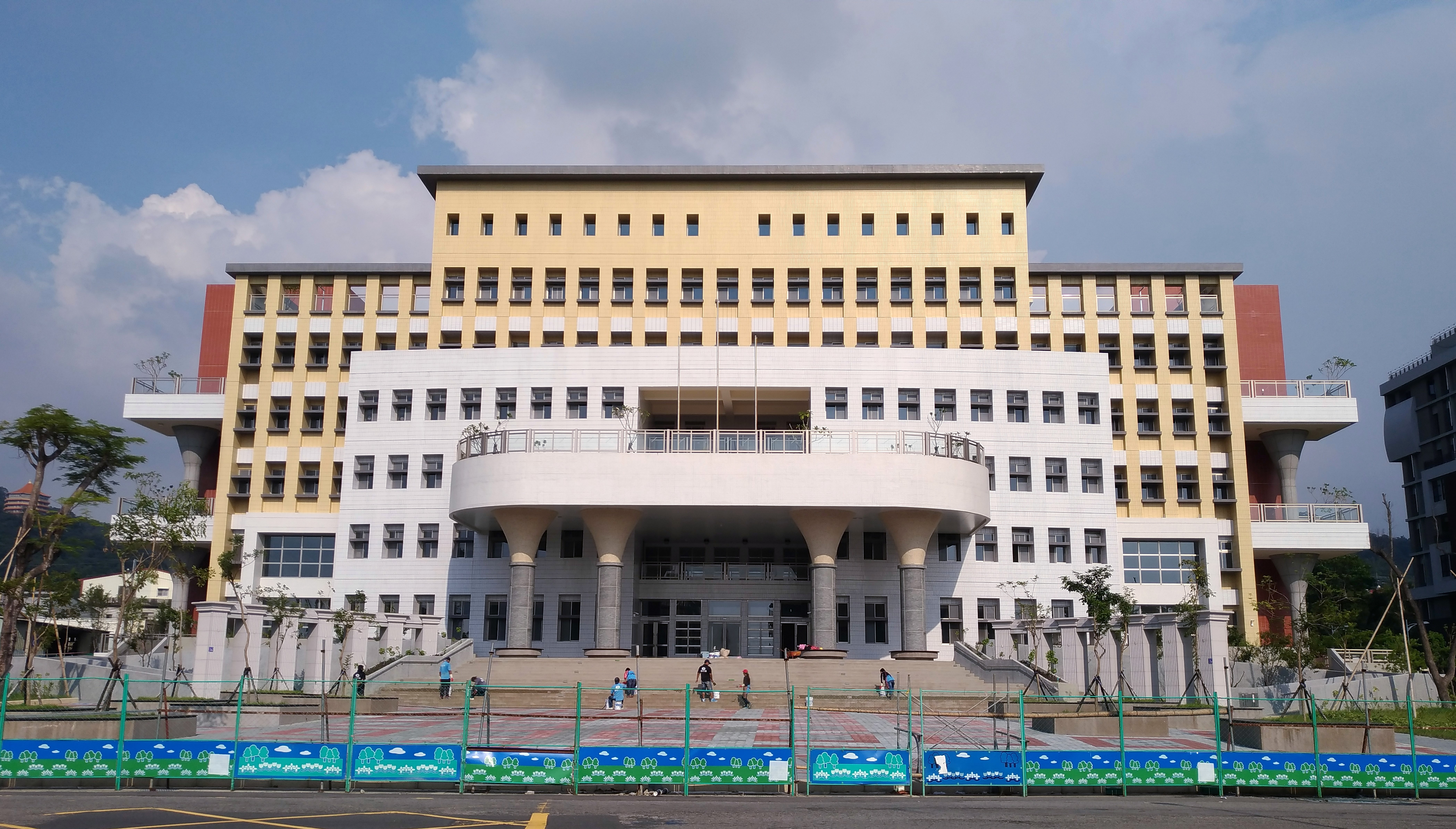
臺中市潭子區公所
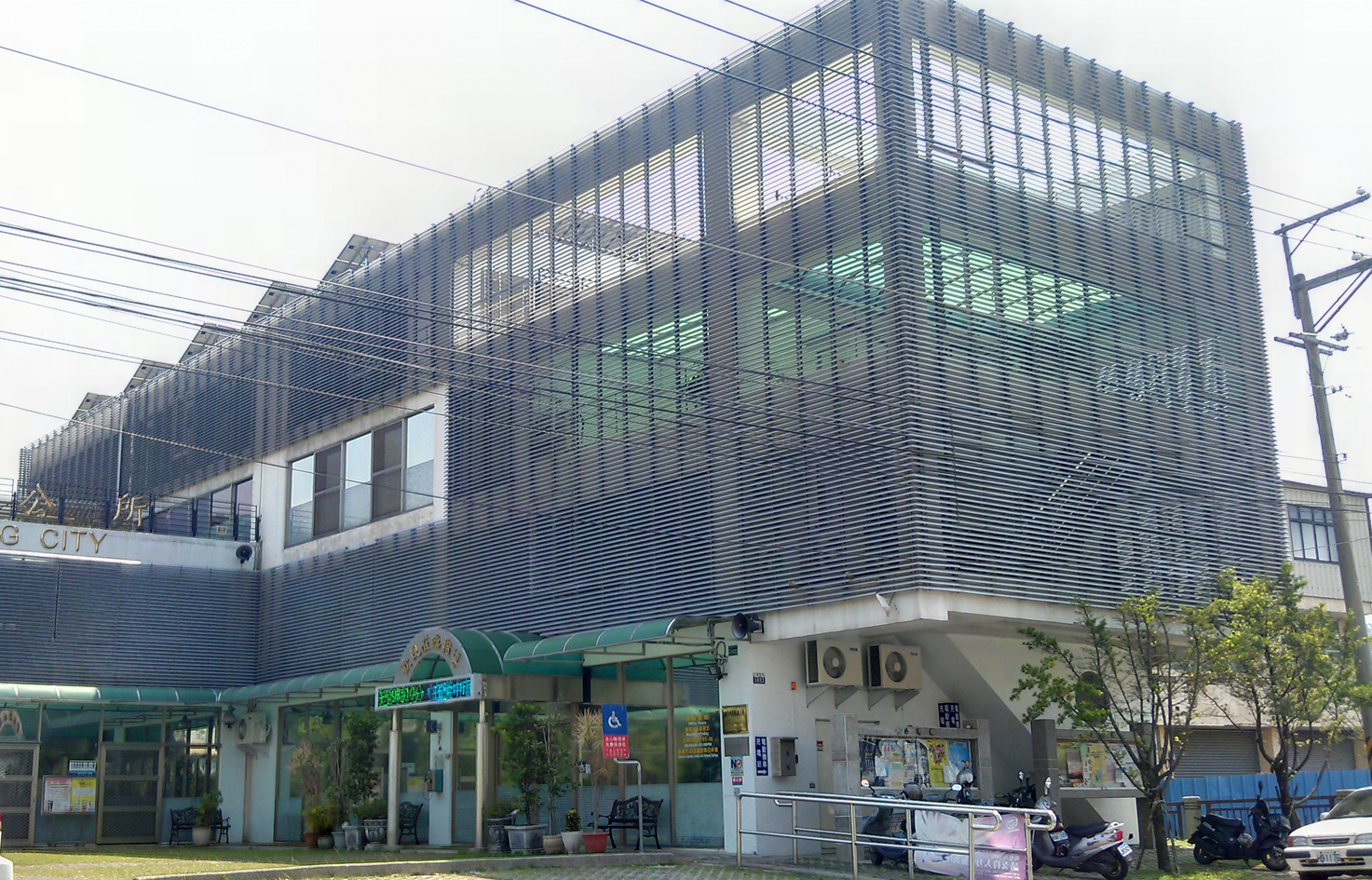
臺中市石岡區公所
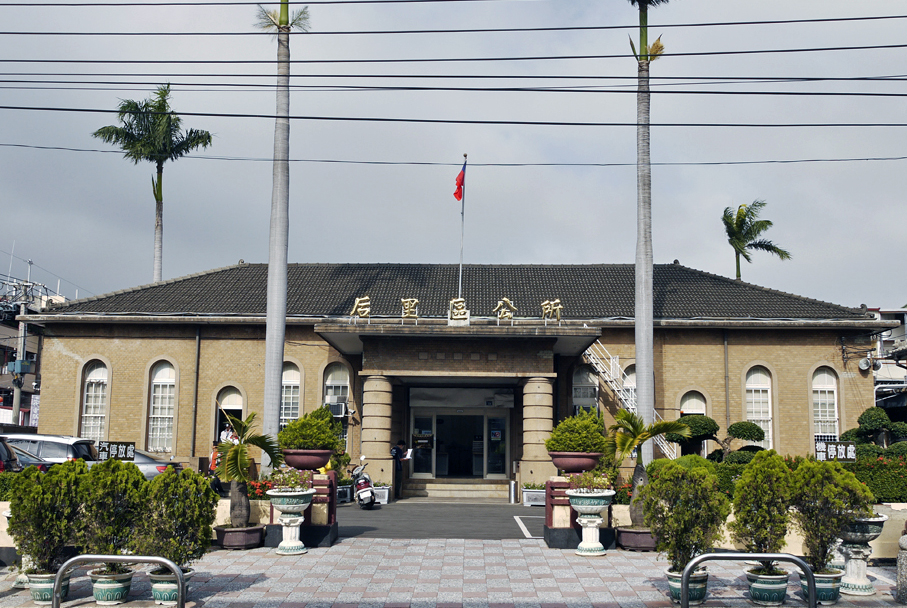
臺中市后里區公所
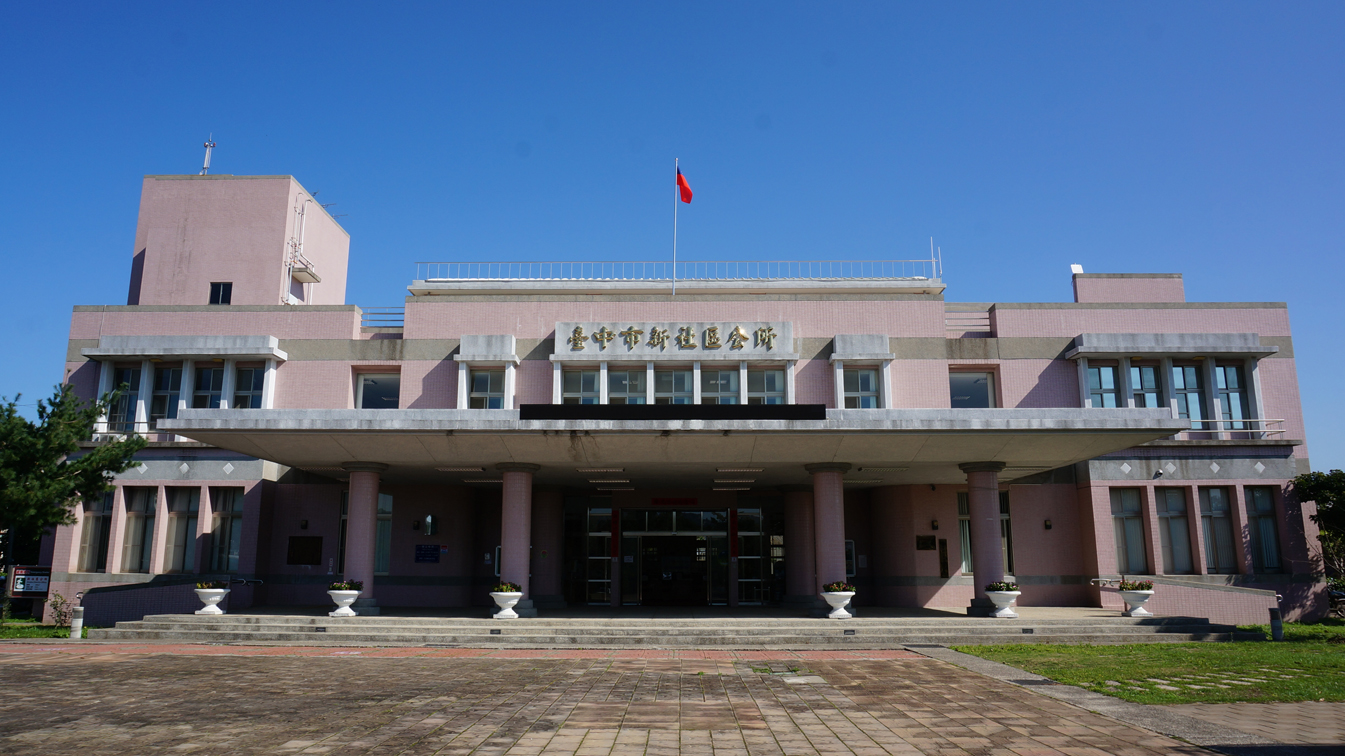
臺中市新社區公所
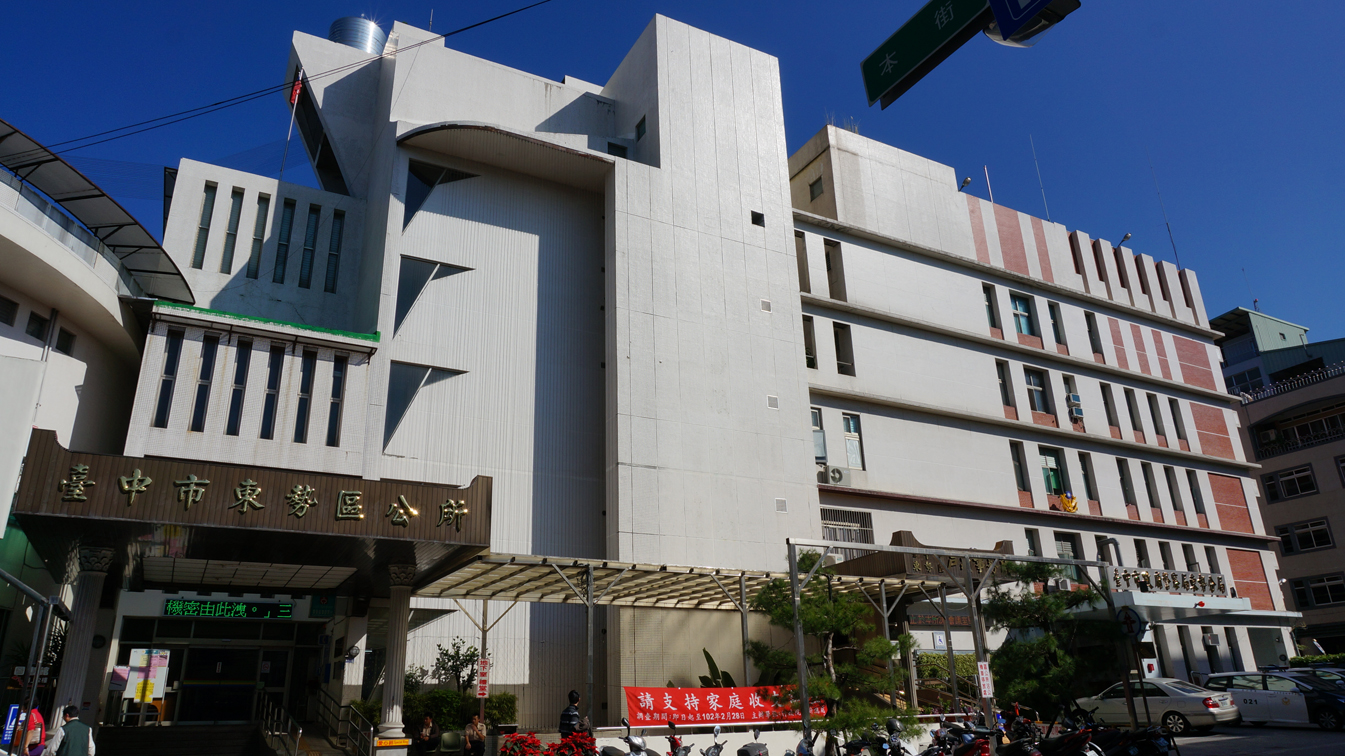
臺中市東勢區公所
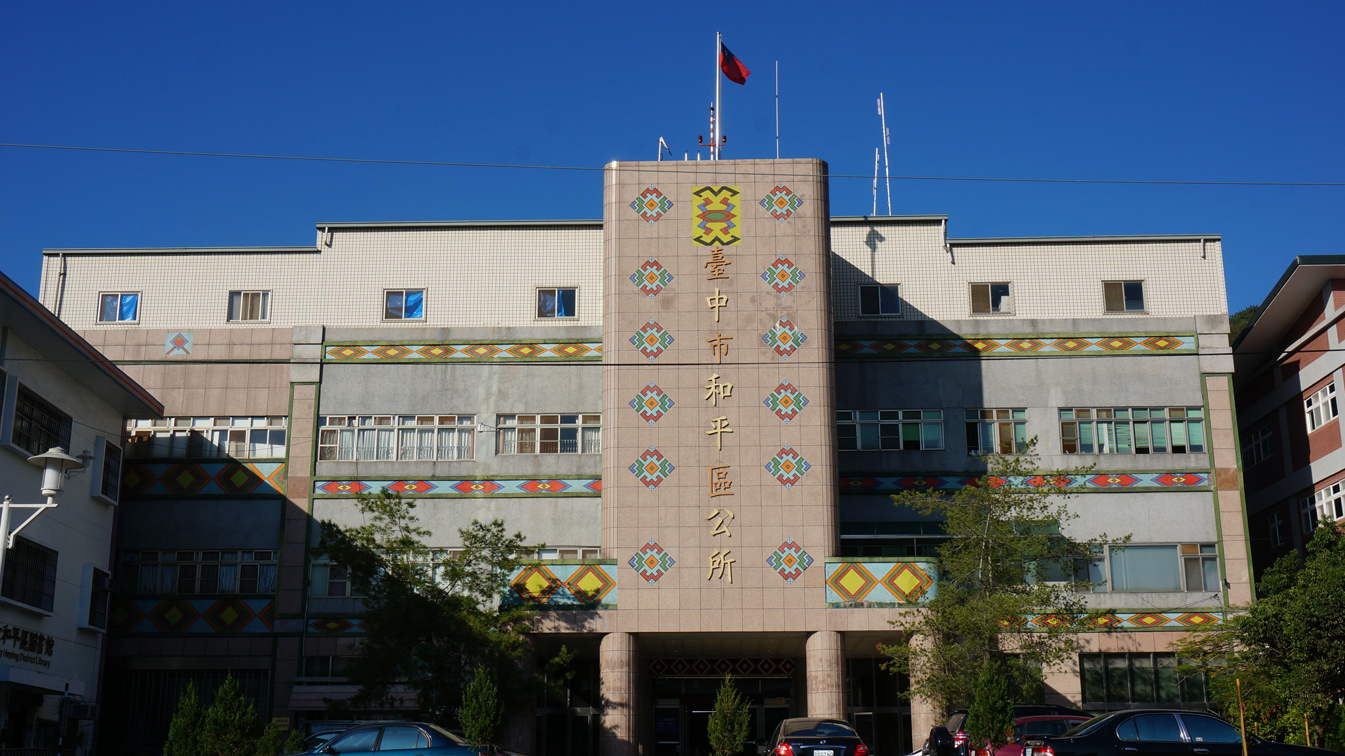
臺中市和平區公所
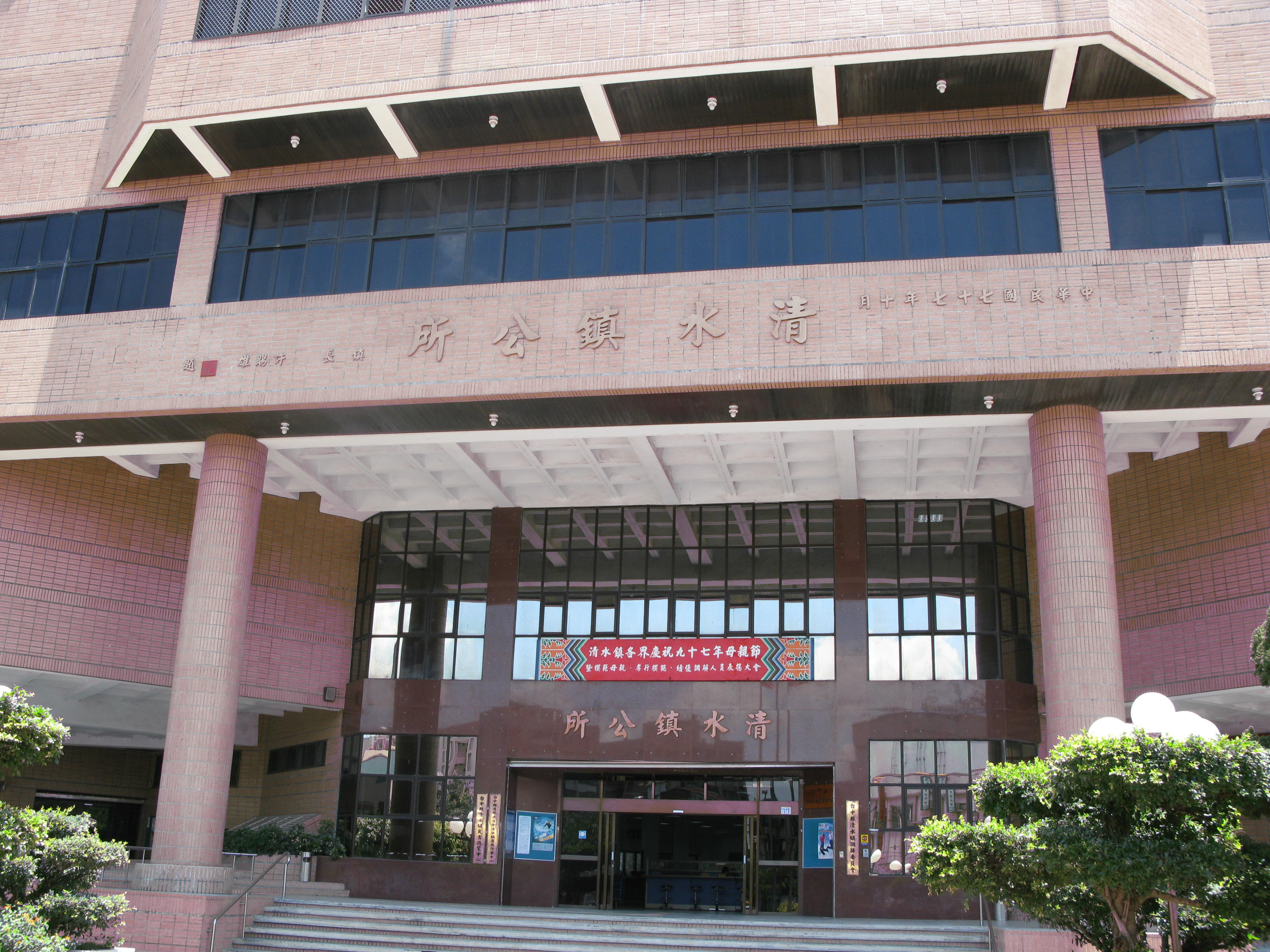
臺中市清水區公所
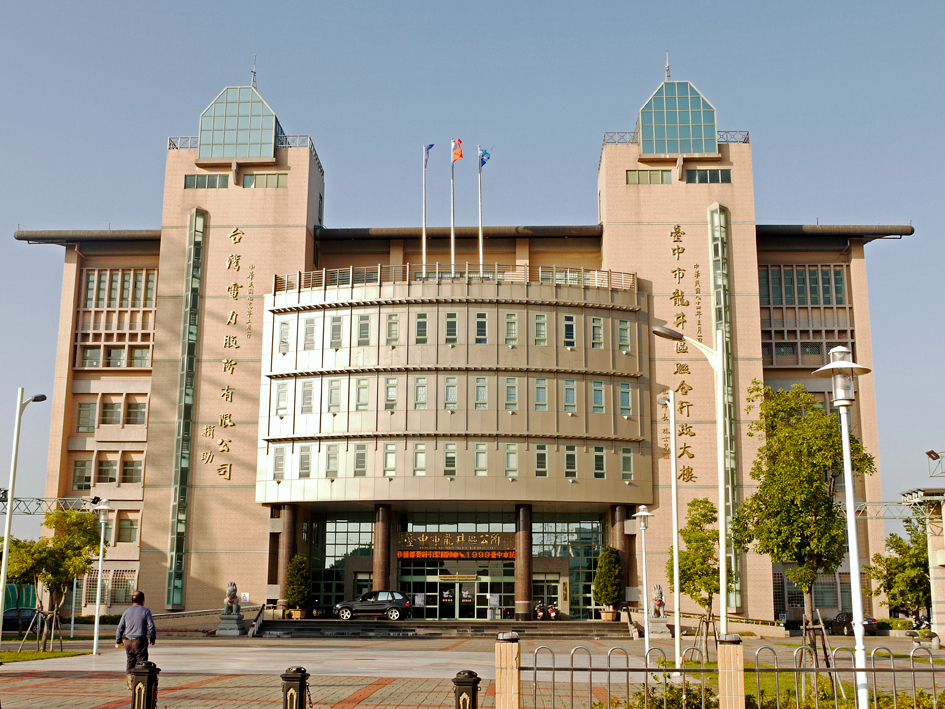
臺中市龍井區公所
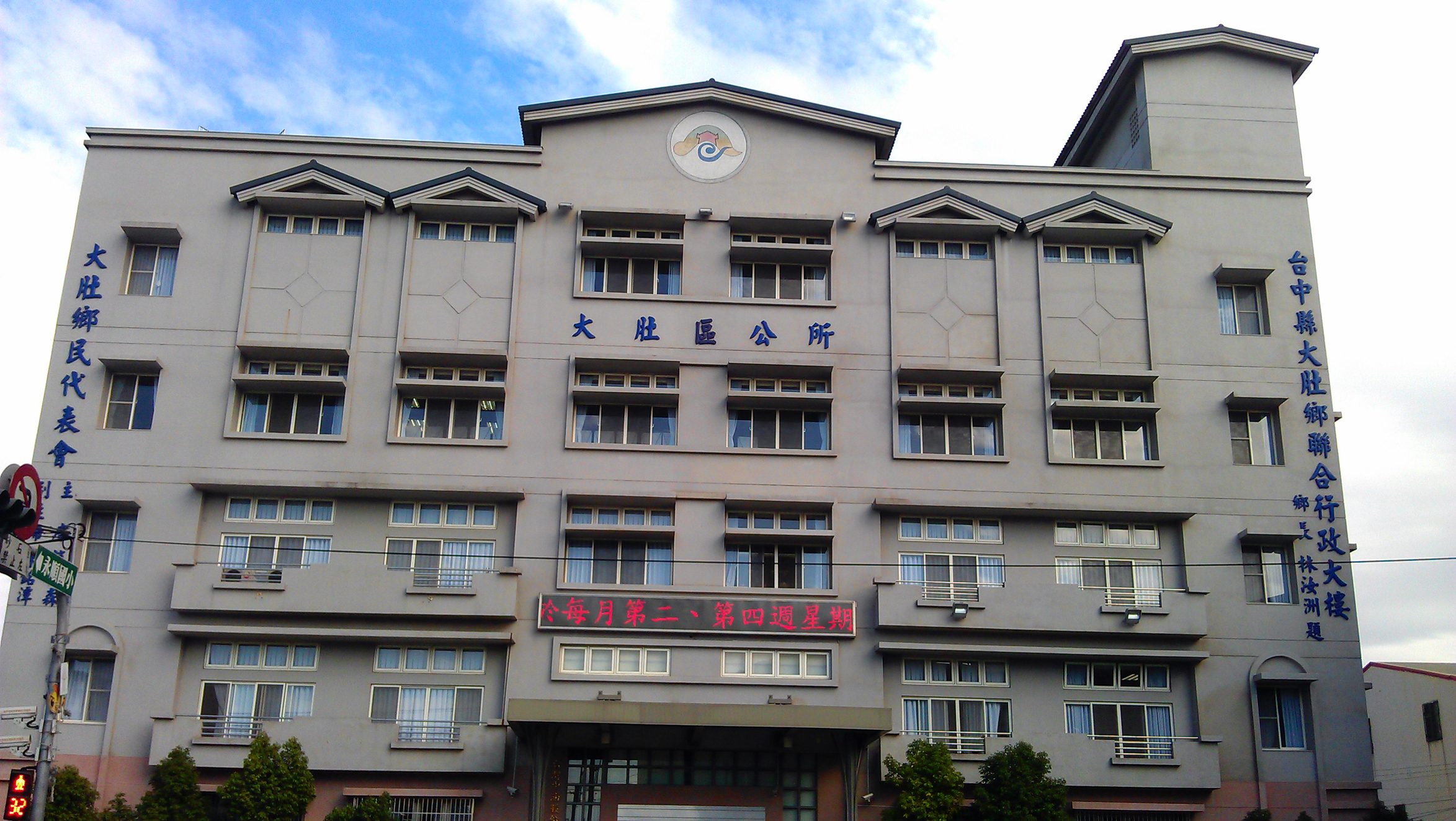
臺中市大肚區公所

臺南市
- 臺南市新營區公所

高雄市
- 高雄市鳳山區公所

基隆市
- 基隆市七堵區行政大樓

市公所
- 彰化縣彰化市公所
- 嘉義縣朴子市公所
- 屏東縣屏東市公所

鎮公所
- 新竹縣竹東鎮公所
- 南投縣埔里鎮公所
- 宜蘭縣蘇澳鎮公所
- 花蓮縣鳳林鎮公所

郷公所
- 南投縣仁愛郷公所